# Michael Jackson
Michael Joseph Jackson (ur. 29 sierpnia 1958 w Gary, zm. 25 czerwca 2009 w Los Angeles) – amerykański piosenkarz muzyki pop, R&B, soul, rock i funk, autor tekstów, artysta estradowy, tancerz, aktor, kompozytor i filantrop. Śpiewał tenorem, dysponował głosem o skali trzech i pół oktawy.
Kariera i życie osobiste Jacksona stały się ważną częścią kultury masowej. Zaliczany jest do najwybitniejszych wykonawców i kompozytorów, najpopularniejszych artystów w historii, najlepiej sprzedających się artystów solowych wszech czasów, najbardziej nagradzanych i najliczniej wprowadzanych do galerii sław oraz największych artystów wszech czasów wśród żyjących i martwych. Ze względu na swoje osiągnięcia w branży muzycznej nazywany był „Królem Popu”.
Karierę muzyczną rozpoczął w wieku sześciu lat, będąc wokalistą rodzinnego zespołu The Jackson 5. Pierwszy solowy album Got to Be There wydał w 1971, będąc jeszcze członkiem grupy, z którą rozstał się w 1984. Pełną karierę solową rozpoczął w 1979, a jej szczyt przypadł na lata 80. i 90. XX wieku, po wydaniu albumów: Thriller, którego światowa sprzedaż wynosi ponad 100 mln egzemplarzy, i Bad. Po Thrillerze i Bad wydawał kolejne albumy, które również osiągały wysokie pozycje na listach przebojów i sprzedaży: Dangerous (1991), HIStory (1995) i Invincible (2001). Szacowany nakład jego albumów i singli na całym świecie wynosi ponad 336 mln egzemplarzy, co czyni go najlepiej sprzedającym się solowym artystą w historii. Do jego dokonań w przemyśle muzycznym zalicza się m.in. rewolucyjne podejście do teledysków (zapoczątkowane przez wideoklip do piosenki „Thriller” z 1983) i zdominowanie rynku muzyki popularnej w latach 80. XX wieku. Był pierwszym czarnoskórym artystą, który uzyskał silne poparcie w telewizji, w szczególności MTV, która z korzyścią dla obu stron promowała jego pionierskie wideoklipy do piosenek „Thriller” czy „Billie Jean”. Spopularyzował też różne skomplikowane ruchy taneczne, takie jak moonwalk.
Laureat setek nagród, w tym American Music Award dla artysty stulecia i nagrody Bambi dla popowego artysty tysiąclecia, jak też 14 nagród Grammy (w tym Grammy Legend Award i Grammy Lifetime Achievement Award), co czyni go najbardziej nagradzanym artystą w historii muzyki popularnej, a 13 spośród jego singli dotarła na pierwsze miejsce list przebojów w Stanach Zjednoczonych. Wywarł ogromny wpływ na kulturę masową, przełamując wiele stereotypów, w tym uprzedzenia rasowe. Twórczością inspirował rzesze artystów różnych gatunków muzycznych – od popu, soulu przez R&B po hip-hop. Jego nazwisko dwukrotnie umieszczono w Rock and Roll Hall of Fame (jako członka Jackson 5 w 1997 i jako artysty solowego w 2001), a także w Songwriters Hall of Fame.
Od 1988 do 2005 mieszkał w swojej posiadłości w Kalifornii, zwanej Neverland Ranch. W 1993 został oskarżony o molestowanie seksualne nieletnich. Wątek jego nieodpowiedniego związku z dziećmi powrócił do mediów w 2003, po emisji dokumentu Living with Michael Jackson, jednak w 2005 Jackson został uniewinniony ze wszystkich zarzutów. Miał troje dzieci: Michaela Josepha Juniora (znanego jako „Prince”), Paris Michael Katherine i Prince’a Michaela (znanego jako „Blanket”).
Zmarł 25 czerwca 2009, w wieku niespełna 51 lat, wskutek „nagłego zatrzymania akcji serca spowodowanego przedawkowaniem propofolu”. W 2020 po raz dziewiąty z rzędu znalazł się na szczycie listy magazynu „Forbes” jako najlepiej zarabiający nieżyjący artysta, generując zyski w wysokości 400 mln dolarów, czym ustanowił rekord, notując ponad 2 mld dol. zarobku w ciągu 11 lat od śmierci.

## Życiorys

### Rodzina

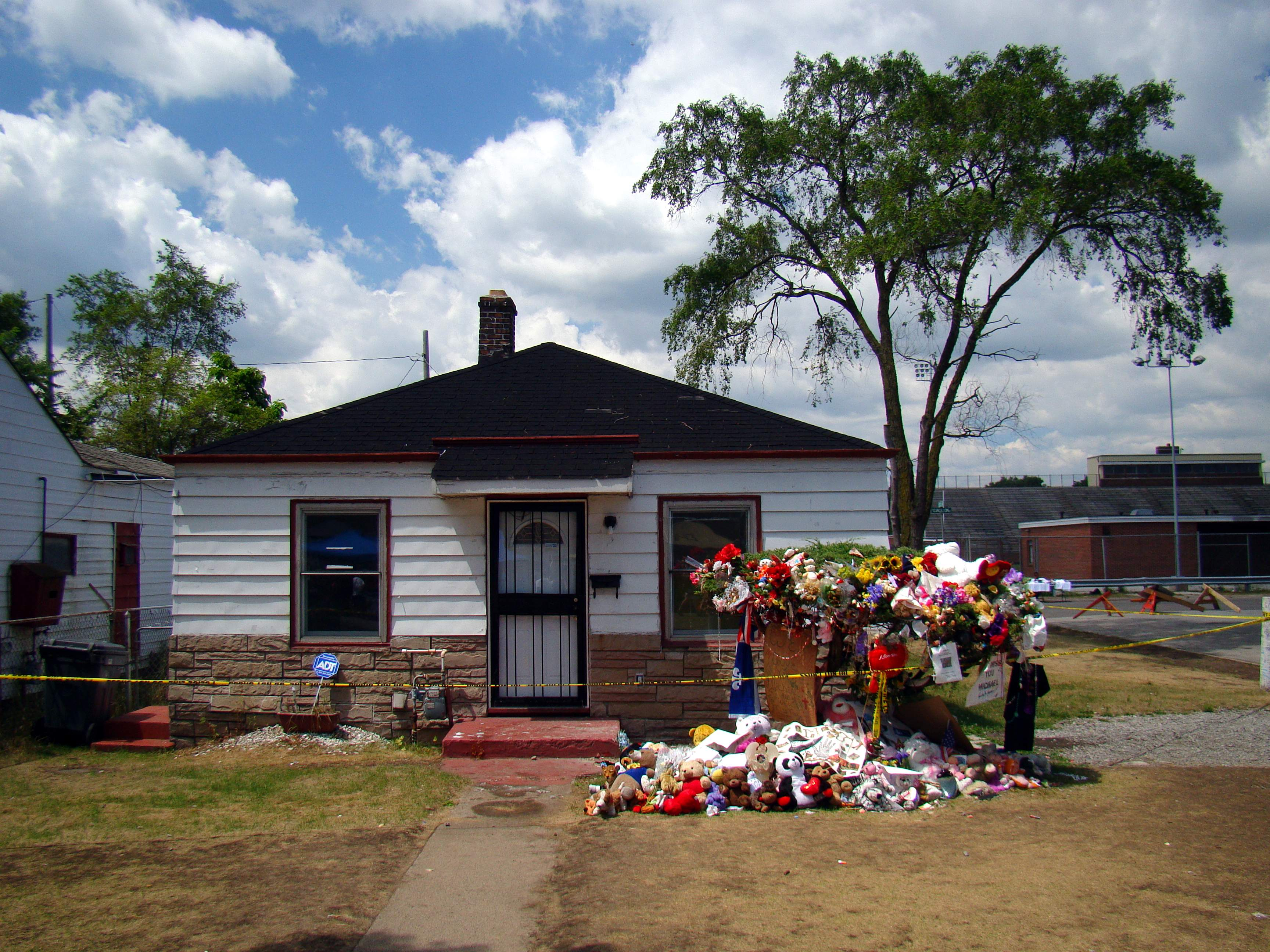
Rodzinny dom Michaela Jacksona w Gary oraz pamiątki pozostawione przez fanów po jego śmierci

Urodził się 29 sierpnia 1958 w Gary w stanie Indiana. Był siódmym z dziewięciorga dzieci, a zarazem piątym z sześciu synów urodzonych w robotniczej rodzinie Josepha Jacksona (1928-2018) i Katherine Esther z domu Scruse (ur. 1930), którzy pobrali się w 1949. Ojciec pracował w stalowni, a matka była ekspedientką w domu towarowym Searsa. Michael miał starsze siostry: Maureen (ur. 1950) i La Toyę (ur. 1956), starszych braci: Sigmunda „Jackiego” (ur. 1951), Toriano „Tito” (1953-2024), Jermaine’a (ur. 1954) i Marlona (ur. 1957), a także młodszego brata, Stevena „Randy’ego” (ur. 1961), i młodszą siostrę, Janet (ur. 1966).
Dorastał w domu przy 2300 Jackson Street w Gary, a w 1971 zamieszkał z rodziną w rezydencji przy Hayvenhurst Drive w Encino (Los Angeles). Matka była Świadkiem Jehowy i wychowywała dzieci w swojej wierze. Michael w wieku 17 lat został ochrzczonym Świadkiem Jehowy, ale 19 maja 1987 odszedł z tego ugrupowania religijnego, odrzucając złożoną mu sugestię porzucenia kariery w przemyśle rozrywkowym. Pochodził z rodziny o muzycznych tradycjach – matka śpiewała i grała na kilku instrumentach, ojciec był członkiem założycielem rhythm and bluesowego zespołu Falcons. Ojciec, jako menedżer zespołu muzycznego The Jacksons 5, w którym Michael występował z braćmi, potrafił być bezwzględny w dyscyplinie narzucanej dzieciom i stosował wobec nich przemoc fizyczną. W 1974 rodzice Jacksona rozstali się z powodu romansu Josepha z Cheryl Terrell, z którą ma córkę, Jon’Vonnie (ur. 1974).

### 1964–1977: The Jacksons 5 i debiut solowy
W 1963, kiedy miał pięć lat, zaśpiewał a cappella utwór „Climb Ev’ry Mountain” z musicalu Dźwięki muzyki na szkolnym koncercie w Garnett Elementary School. Jego muzycznym idolem był James Brown, inspirowali go także Wilson Pickett i Jackie Wilson; Brown i Wilson kilkukrotnie odwiedzili Jacksonów, by udzielić im lekcji tańca. W 1964 przyłączył się do założonego przez jego braci – Jackiego, Tito i Jermaine’a – zespołu The Ripples and and Waves Plus Michael, który później zmienił nazwę na The Jackson Brothers. W zespole początkowo grał na bongosach oraz śpiewał i tańczył (efektownych choreografii tanecznych nauczył go ojciec). Z zespołem zadebiutował podczas koncertu z okazji otwarcia supermarketu Big Top w Gary. Następnie zagrał z grupą wiele koncertów w stanie Indiana, a w 1965 zwyciężył w lokalnym konkursie młodych talentów „Tiny Tots’ Back to School Jamboree”, na którym wykonali piosenkę zespołu The Temptations „My Girl”. Następnie zaczął z braćmi grać profesjonalne koncerty w Chicago i na Środkowym Zachodzie Stanów Zjednoczonych. Wiele z tych koncertów odbyło się w cieszących się złą sławą klubach nocnych dla czarnoskórych, w miejscach zwanych „Chitlin’ Circuit” (m.in. w lokalu „Mr. Lucky”), gdzie chłopcy musieli grać przed występami striptizerek. To, jak również świadomość niewierności jego ojca wobec żony, miały doprowadzić do zahamowania rozwoju seksualności młodego Jacksona. Z braćmi kontynuował udział w przeglądach wokalnych – w 1967 m.in. zwyciężyli w konkursie organizowanym w Regal Theater w Chicago oraz w konkursach „Amateur Night” i „Superdog” w Apollo Theater w Nowym Jorku. Równocześnie kontynuował naukę w szkole, ale był przeciętnym uczniem, a na lekcjach często spał, zmęczony całonocną pracą i podróżami na kolejne koncerty.

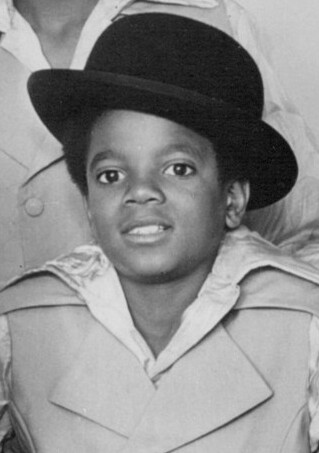
Jackson (1969)

W 1967 bracia Jacksonowie podpisali kontrakt z wytwórnią płytową Steeltown Records, pod której szyldem w styczniu 1968 wydali debiutancki singiel – „Big Boy”. W tym czasie zmienili nazwę swojego zespołu na The Jackson 5. W 1968 podpisali kontrakt z wytwórnią Motown Records. Wkrótce po podpisaniu umowy Jackson zaczął być promowany na główną gwiazdę zespołu. W tym okresie jego prywatnym ochroniarzem został Bill Bray, którego traktował jak zastępczego ojca. Jackson z braćmi wyjechał do Beverly Hills, gdzie uczestniczyli w nagraniach studyjnych. W grudniu 1969 premierę miał debiutancki album zespołu pt. Diana Ross Presents the Jackson 5 zapowiadany singlem „I Want You Back”, który stał się przebojem, docierając do pierwszego miejsca na liście przebojów „Billboard” Hot 100 i w ciągu sześciu rozchodząc się w nakładzie 2 mln egzemplarzy. Grupa następnie wydała kolejne single: „ABC” (w pierwsze trzy tygodnie po premierze sprzedany w nakładzie 2 mln sztuk),, „The Love You Save” i „I’ll Be There”, które również dotarły do pierwszego miejsca Hot 100, co uczyniło The Jackson 5 pierwszym zespołem na świecie, którego cztery pierwsze single trafiły na szczyt amerykańskiej listy przebojów. Jesienią odbył z zespołem trasę koncertową po USA, obejmującą ponad 40 występów.
W 1970 przez jeden semestr uczęszczał do Emerson Junior High School, jednak ze względu na rosnącą popularność porzucił edukację publiczną. Naukę kontynuował z prywatnymi nauczycielami, zatrudnionymi przez Motown Records. Za namową wytwórni rozpoczął karierę solową, ku niezadowoleniu ojca. W 1971 wyruszył w kolejną trasę z The Jackson 5, tym razem obejmującą ponad 100 koncertów w największych centrach muzycznych USA, w których występowali przed wielotysięczną widownią. Wziął udział także w nagraniu licznych programów telewizyjnych, m.in. Goin’ Back to Indiana oraz Bill Cosby Show i Ed Sullivan Show. Razem z braćmi został także przedstawiony w cotygodniowym serialu animowanym Jackson 5ive, który był emitowany w ABC w latach 1971–1972.
W październiku 1971 wydał debiutancki solowy singiel „Got to Be There”, z którym dotarł do pierwszego miejsca na liście przebojów tygodnika „Cash Box” i który sprzedał w nakładzie ponad 1 mln egzemplarzy. 24 stycznia 1972 wydał pierwszy solowy album pt. Got to Be There. Z kolejnym z singli promujących płytę – cover utworu Bobby’ego Daya „Rockin’ Robin” – dotarł do drugiego miejsca na liście przebojów Billboard Hot 100. W lipcu 1972 wydał singiel „Ben”, który nagrał na ścieżkę dźwiękową horroru Phila Karlsona o tym samym tytule. Z piosenką po raz pierwszy w karierze solowej trafił na pierwsze miejsce na liście Hot 100. Za utwór był nominowany do Oscara za najlepszą piosenkę i otrzymał Złoty Glob za najlepszą piosenkę. W następnym miesiącu wydał drugi solowy album, również zatytułowany Ben, który nagrał z udziałem pozostałych członków The Jackson 5. Następnie wydał kolejne dwie solowe płyty: Music & Me (1973) i Forever, Michael (1975), ale obie poniosły komercyjną porażkę, docierając kolejno do 93. i 101. miejsca na liście sprzedaży Billboard 200. W 1974 razem z Donnym Osmondem poprowadził ceremonię wręczenia nagród American Music Awards.

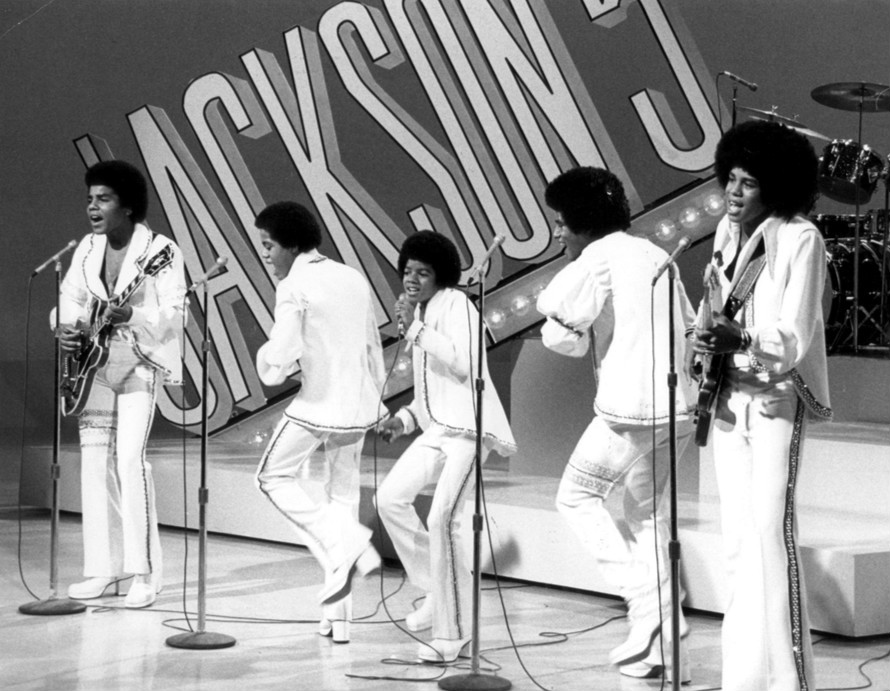
Jackson (w środku) w The Jackson 5 (1972)

Po 1972 sprzedaż singli i płyt The Jacksons 5 zaczęła spadać – do 1974 do pierwszej „20” na liście Billboard Hot 10 trafiły tylko trzy piosenki grupy: „Sugar Daddy” z 1971, „Lookin’ Through the Windows” z 1972 i „Dancing Machine” z 1974. Bracia winą za ten stan rzeczy obarczyli zarząd wytwórni Motown, zarzucając jego członkom, że nie pozwolili zespołowi dojrzeć pod względem artystycznym. W tym czasie stworzyli wystarczająco dużo piosenek na kolejny album, ale wytwórnia nie zgodziła się na ich nagranie w studiu i wykonywanie na koncertach. W konsekwencji sporów z Motown Records w 1976 podpisali kontrakt z Epic Label, wytwórnią związaną z siecią telewizyjną CBS. Przedstawiciele Motown Records w odpowiedzi na ten krok wytoczyli grupie serię procesów sądowych z powodu naruszenia warunków kontraktu, w rezultacie czego Jacksonowie stracili prawa do używania nazwy „The Jackson 5”. W międzyczasie z zespołu odszedł Jermaine Jackson, który ze względu na swoje małżeństwo z córką prezesa Motown, Berry’ego Gordy, pozostał w macierzystej wytwórni.

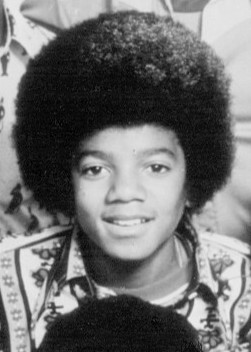
Jackson (1974)

Grupa w odświeżonym składzie i ze zmienioną nazwą – The Jacksons – kontynuowała karierę, w ramach której: poprowadziła własny telewizyjny program rewiowy The Jacksons (1977), odbyła trasę koncertową po Stanach Zjednoczonych i za granicą (w 1981) i do 1984 wydała – pod szyldem wytwórni Epic Records, filii CBS – sześć albumów: The Jacksons (1976), Goin’ Places (1977), Destiny (1978), Triumph (1980), Live! (1981) i Victory (1984), przy czym za trzeci i czwarty krążek zebrała szczególnie przychylne recenzje krytyków i słuchaczy. Michael był głównym kompozytorem piosenek zespołu i stworzył hity: „Shake Your Body (Down to the Ground)” (napisał ją z Randym Jacksonem), „This Place Hotel” i „Can You Feel It”. Kiedy miał 13 lat, zaczął mierzyć się z kompleksami na punkcie wyglądu (głównie z powodu ostrego trądziku) i zmiany głosu spowodowanego mutacją, przez co stał się jeszcze bardziej nieśmiałym i wycofanym nastolatkiem.
Jako aktor zadebiutował rolą stracha na wróble w filmie Sidneya Lumeta Czarnoksiężnik z Krainy Oz (The Wiz, 1978), który poniósł kasową porażkę, choć sam Jackson otrzymał przychylne recenzje za swój występ. Piosenki z musicalu zostały zaaranżowane przez Quincy’ego Jonesa, z którym Jackson wkrótce nawiązał producencką współpracę przy kolejnych solowych albumach. W 1979 odrzucił rolę tancerza-transwestyty w filmie A Chorus Line. W późniejszych latach pobierał prywatne lekcje aktorstwa u Marlona Brando.

### 1979–1981: OkresOff the Wall
W 1979 wydał solowy album pt. Off the Wall, który wyprodukował z Quincy Jonesem. Na płycie umieścił trzy piosenki swojego autorstwa (w tym „Don’t Stop ’Til You Get Enough”) oraz utwory, które dla niego napisali: Rod Temperton, Stevie Wonder i Paul McCartney. Album promował singlami: „Don’t Stop ’Til You Get Enough”, „Rock with You”, „Off the Wall” i „She’s Out of My Life”, które stały się przebojami i dotarły do pierwszej „10” na liście Billboard Hot 100, dzięki czemu Jackson został pierwszym solowym artystą w historii muzyki pop, które cztery piosenki z jednej płyty znalazły się w pierwszej „10” tego zestawienia. Z Off the Wall dotarł do trzeciego miejsca na liście sprzedaży Billboard 200 i utrzymał się w pierwszej „20” notowania przez 48 tygodni. Album sprzedał w nakładzie 7 mln egzemplarzy. Płytą jeszcze bardziej uniezależnił się zawodowo od swoich braci. Album zebrał entuzjastyczne recenzje i rozszedł się w 20 milionów egzemplarzy na świecie i pozostaje jednym z najważniejszych momentów w muzycznej karierze Jacksona, który rozpoczął jego dominację na rynku muzyki pop – w rankingu stacji telewizyjnej VH1 w 2003 zajął 36. miejsce na liście albumów wszech czasów i 68. miejsce na liście 500 albumów wszech czasów dwutygodnika „Rolling Stone”.
Po osiągnięciu pełnoletności (tj. skończeniu 21 lat), chcąc mieć większą kontrolę nad swoimi finansami, zatrudnił prawnika Johna Brankę, rezygnując tym samym z usług ojca, z którym zerwał także prywatne relacje. Z pomocą Branki renegocjował kontrakt z CBS, w efekcie czego otrzymywał większe tantiemy – 37%. W styczniu 1980 Jackson zdobył pierwsze nagrody American Music Award za swoje dokonania solowe: za najlepszy album soul/R&B” (Off the Wall), i najlepszy singiel soul/R&B” („Don’t Stop ’Til You Get Enough”), został także okrzyknięty najlepszym męskim wykonawcą soul/R&B. Zdobył również Billboard Music Awards dla najlepszego czarnoskórego artysty i za najlepszy album czarnoskórego artysty, a jego status gwiazdy potwierdziła też nagroda Grammy za najlepsze wykonanie piosenki przez mężczyznę („Don’t Stop ’Til You Get Enough”). W 1981 nagrał singiel „Say Say Say” w duecie z Paulem McCartneyem.

### 1982–1986: OkresThrillera
W 1982 nakładem wytwórni MCA Records ukazał się audiobook ze słuchowiskiem opartym na muzyce i dialogach z filmu Stevena Spielberga E.T., z Jacksonem jako narratorem. Płyta E.T. The Storybook Album została uhonorowana nagrodą Grammy za najlepszy album dziecięcy. W tym samym roku premierę miał utwór Diany Ross „Muscles” napisany i wyprodukowany przez Jacksona.

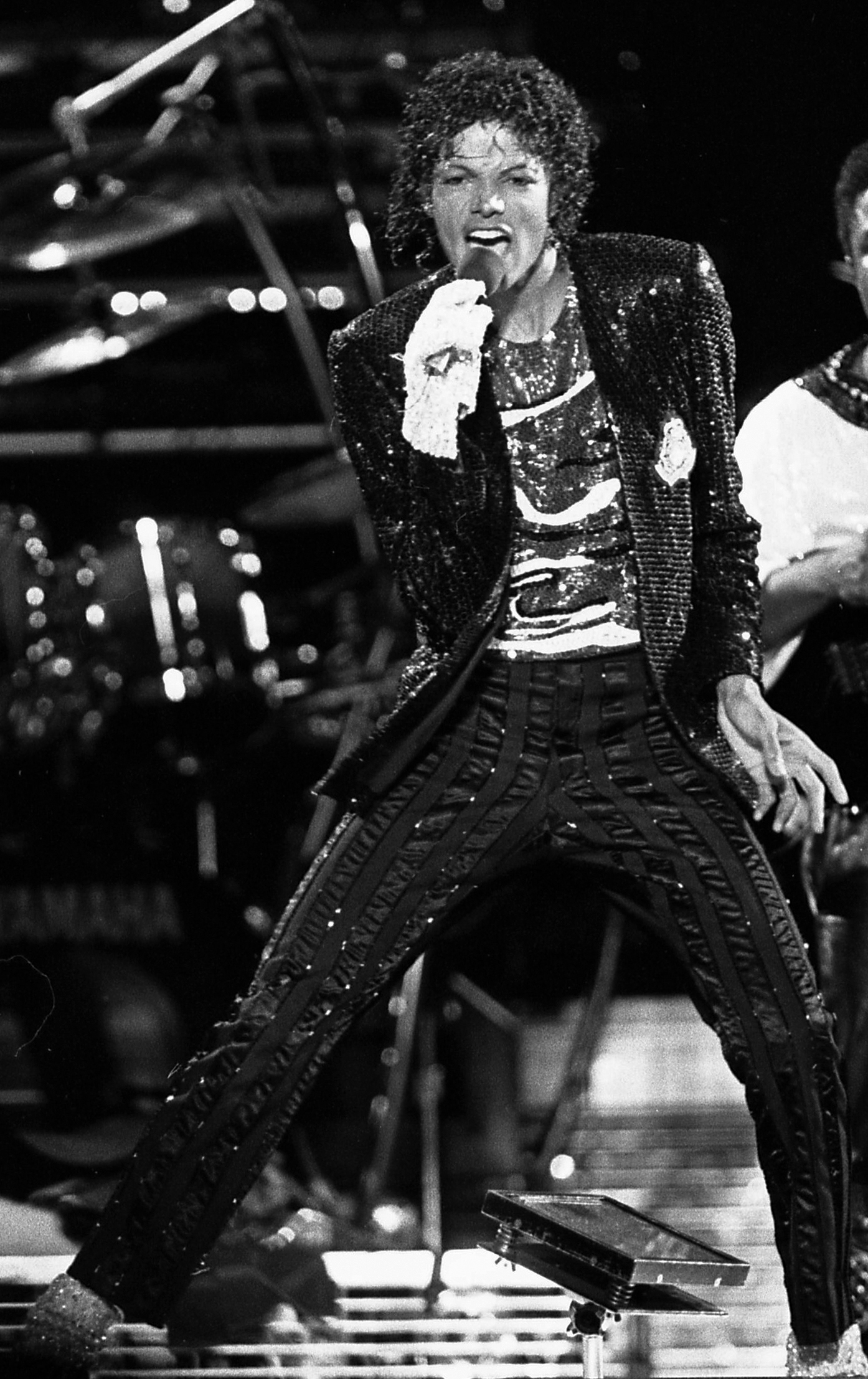
Jackson podczas koncertu w Arrowhead Stadium w Kansas City (Missouri) w ramach Victory Tour (1984)

Jackson w kwietniu 1982 w Westlake Studios w Los Angeles rozpoczął sesje nagraniowego do nowego albumu, nad którym ponownie pracował z Quincy Jonesem jako współproducentem. 30 listopada 1982 pod szyldem wytwórni Epic Records wydał album pt. Thriller, który utrzymywał się na liście sprzedaży Billboard 200 przez 122 tygodnie, w tym przez 37 tygodni na pierwszym miejscu. Album okazał się ogromnym sukcesem komercyjnym i artystycznym – do lutego 1984 rozszedł się w 27 mln egzemplarzy, dzięki czemu został wpisany do Księgi rekordów Guinnessa jako najlepiej sprzedająca się płyta wszech czasów, zaś do stycznia 2009 sprzedał się w 109 mln egzemplarzy, osiągając najlepsze wyniki sprzedaży w historii fonografii, a do czerwca 2009 uzyskał tytuł 28-krotnie platynowej płyty tylko w USA.
Thriller uczynił Jacksona ikoną światowej popkultury, a redakcja „Rolling Stone” okrzyknęła go „największą gwiazdą uniwersum muzyki pop”. Magazyn „Time” w 1984 szacował dochody uzyskane ze sprzedaży albumu na 4,1 mld dol. Thriller pomógł też czarnoskórym muzykom w ponownej szerszej prezentacji ich utworów w głównych stacjach radiowych. Album w okresie jego największej popularności został entuzjastycznie przyjęty przez słuchaczy na całym świecie. Stał się również pierwszym albumem w historii, z którego siedem singli – „The Girl Is Mine” (duet z Paulem McCartneyem), „Billie Jean”, „Beat It”, „Wanna Be Startin’ Somethin’”, „Human Nature”, „P.Y.T. (Pretty Young Thing)” i „Thriller” – znalazło się w pierwszej dziesiątce listy Billboard Hot 100. Do singlowych utworów nakręcił teledyski. Trwający 14 minut i zrealizowany za 500 tys. dol. wideoklip do tytułowego singla został wyjątkowo dobrze przyjęty przez krytyków i widzów. Masowa emisja teledysku w MTV i jego duża popularność doprowadziła do wydania na kasetach wideo krótkometrażowego filmu dokumentalnego Making Michael Jackson’s Thriller, który stał się najlepiej sprzedającą się kasetą domowego wideo w historii (odnotowano jego sprzedaż w ponad 1 mln egzemplarzy). Rękawica Jacksona wykonana z kryształu górskiego i kostium, w którym wystąpił w teledysku do „Thrillera” (m.in. przykrótkie spodnie i białe skarpety) stały się znakami rozpoznawczymi jego stylu. Teledysk do „Billie Jean” był z kolei pierwszym wideoklipem afroamerykańskiego wykonawcy regularnie wyświetlanym w MTV. 25 marca 1983 Jackson zaśpiewał utwór podczas koncertu Motown 25: Yesterday, Today, Forever, a w trakcie występu zaprezentował specyficzny sposób poruszania się po scenie, tzw. moonwalk, który stał się jego znakiem firmowym.
W lutym 1984 Jackson odebrał osiem nagród Grammy (siedem za Thrillera i ósmy za E.T.), bijąc rekord największej liczby zdobytych nagród w jednym roku. W tym samym roku otrzymał osiem American Music Awards, w tym specjalną nagrodę za zasługi, oraz trzy MTV Video Music Awards. Jesienią 1985 nabył za 47,5 mln dol. większość udziałów w koncernie ATV Music Publishing, który posiadał prawa do większości piosenek zespołu The Beatles. Posunięcie to zdenerwowało Paula McCartneya, jednego z twórców The Beatles, który w przeszłości również próbował nabyć prawa do katalogu. Ironią w tej sprawie było to, że to McCartney pierwszy zwrócił uwagę Jacksona, jak duże zyski mogą płynąć z posiadania praw do piosenek Beatlesów, co skłoniło Jacksona do ich zakupu. Sprawa doprowadziła do zakończenia współpracy artystycznej Jacksona i McCartneya.
Liczne doniesienia prasy brukowej o zachowaniu Jacksona (niekiedy inspirowane przez samego artystę), m.in. rzekomym sypianiu w komorze tlenowej o podwyższonym ciśnieniu w celu zatrzymania procesu starzenia, zakupie kości Josepha Merricka, zamawianiu rytuału voodoo u afrykańskiego szamana i deklaracjach o komunikowaniu się z duchem Johna Lennona, a także częstym pokazywaniu się w miejscach publicznych w przebraniu, mocno nadszarpnęły wizerunek artysty i spowodowały, że prasa nadała mu pejoratywny przydomek „Wacko Jacko” (pol. „Szurnięty Jackson”). W późniejszych latach kilkukrotnie otrzymał tytuł najgłupszego Amerykanina (ang. the most foolish American) w internetowych plebiscytach.
W styczniu 1984 wystąpił w filmie reklamowym koncernu Pepsi, który został sponsorem nadchodzącej trasy koncertowej Jacksona i The Jackson 5. Wybuch iskier ze specjalistycznego urządzenia w trakcie zdjęć spowodował zapalenie się włosów Jacksona, w wyniku czego artysta doznał poparzeń drugiego stopnia w pobliżu ciemienia i trzeciego stopnia na jego środku. Firma Pepsi wypłaciła mu 1,5 mln odszkodowania, które Jackson przekazał szpitalowi Brotman na utworzenie Centrum Leczenie Oparzeń im. Michalela Jacksona. Po wypadku zaczął przyjmować leki przeciwbólowe zawierające hydromorfon, od których wkrótce się uzależnił. W maju 1984 do sprzedaży w trafiły lalki z podobizną Jacksona, które redakcja magazynu „Time” opisała jako „niesamowicie seksowne, całkowicie bezpieczne”.

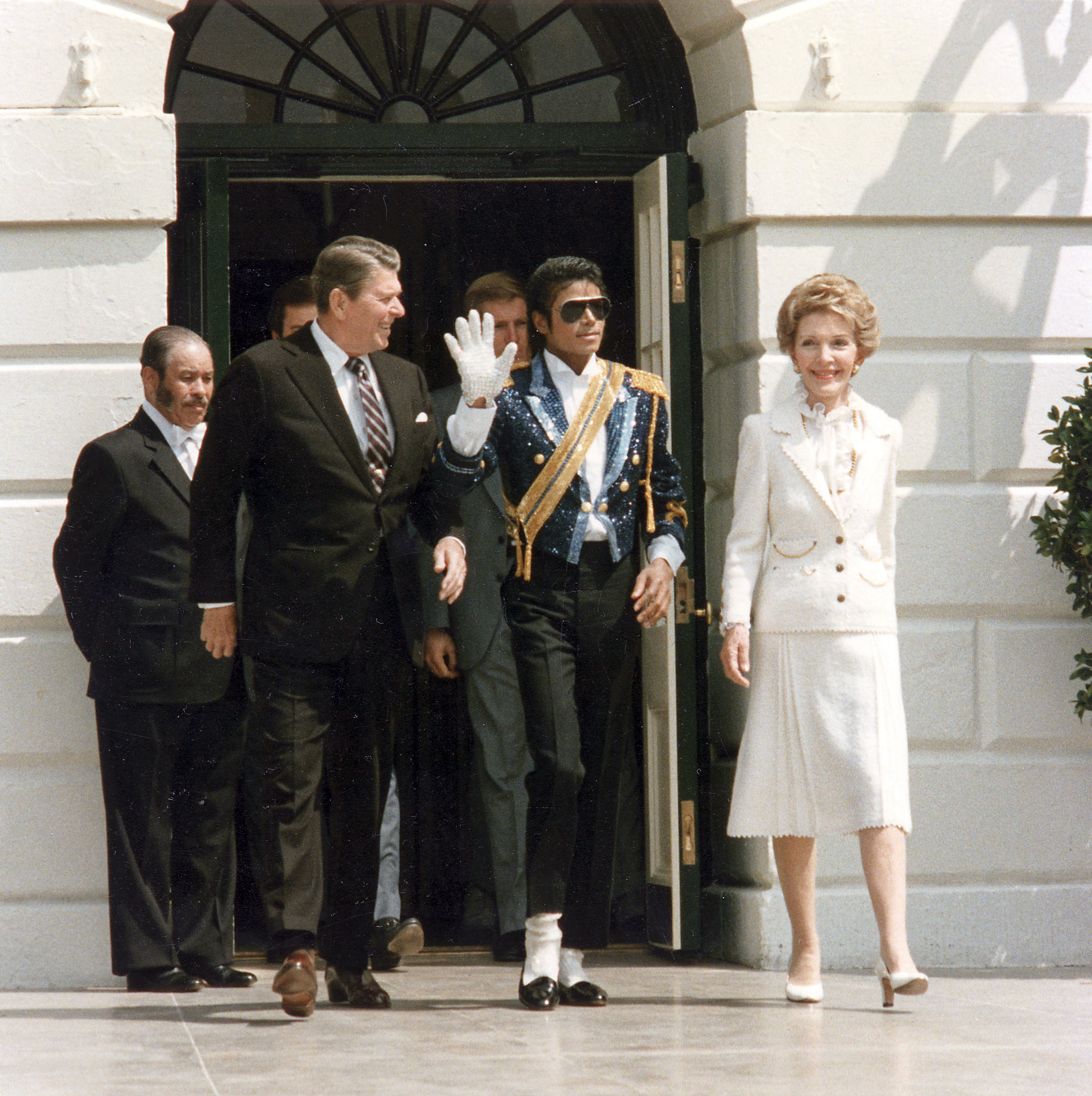
Jackson z Ronaldem i Nancy Reaganami (1984)

Od lipca do grudnia 1984 Jackson odbywał z braćmi trasę koncertową Victory Tour po USA i Kanadzie, na której występował jako główna gwiazda wieczoru; po ostatnim koncercie trasy – 9 grudnia 1984 – publicznie ogłosił zakończenie kariery koncertowej The Jacksons 5. Zarobki z trasy – szacowane na ok. 5 mln dol. – przekazał na rzecz United Negro College Fund (organizację przyznającą stypendia czarnoskórym studentom), fundusz badań nad nowotworem i Camp Ronald McDonald for Good Times (organizatora obozów dla dzieci chorych na raka i ich rodzin).
W 1985 został zaproszony do Białego Domu przez prezydenta Ronalda Reagana, który podziękował mu za użyczenie piosenki „Beat It” w radiowo-telewizyjnej kampanii przeciwko pijanym kierowcom. W tym okresie cieszył się wyraźnym spadkiem popularności. Sytuację zmieniło wydanie przebojowego singla charytatywnego „We Are the World”, który stworzył z Lionelem Richiem, by zwrócić uwagę opinii publicznej na problem głodu w Afryce Wschodniej i pomógł w zdobyciu funduszy na walkę z nim. Za utwór otrzymał nagrodę Grammy za piosenkę roku. „We Are the World” stał się jednym z pięciu najlepiej sprzedających się singli wszech czasów, rozchodząc się w nakładzie ponad 20 mln egzemplarzy, przy czym tylko do końca 1985 sprzedano 3 mln sztuk singla, co przyniosło 40 mln dol. na rzecz głodujących mieszkańców Etiopii).
Zagrał bohaterskiego wojownika Kosmosu w trójwymiarowym, filmie krótkometrażowym Francisa Forda Coppoli Kapitan EO (Captain EO, 1986) wyprodukowanym przez George’a Lucasa za 20 mln dol., co uczyniło z niego wówczas najdroższy film w historii kina. Film ten był wyświetlany wyłącznie w Disneylandzie, od 18 września 1986 do 7 kwietnia 1997. W filmie pojawiły się dwie premierowe piosenki Jacksona: „Another Part of Me” (później umieszczona na albumie Bad) i „We Are Here to Change the World”, która oficjalnie ukazała się dopiero w 2004 na składance przebojów pt. Michael Jackson: The Ultimate Collection. Również w 1986 Jackson wypuścił do sprzedaży linię perfum „Magic Beat”, którą stworzył dla marki Max Factor.

### 1987–1989: OkresBad

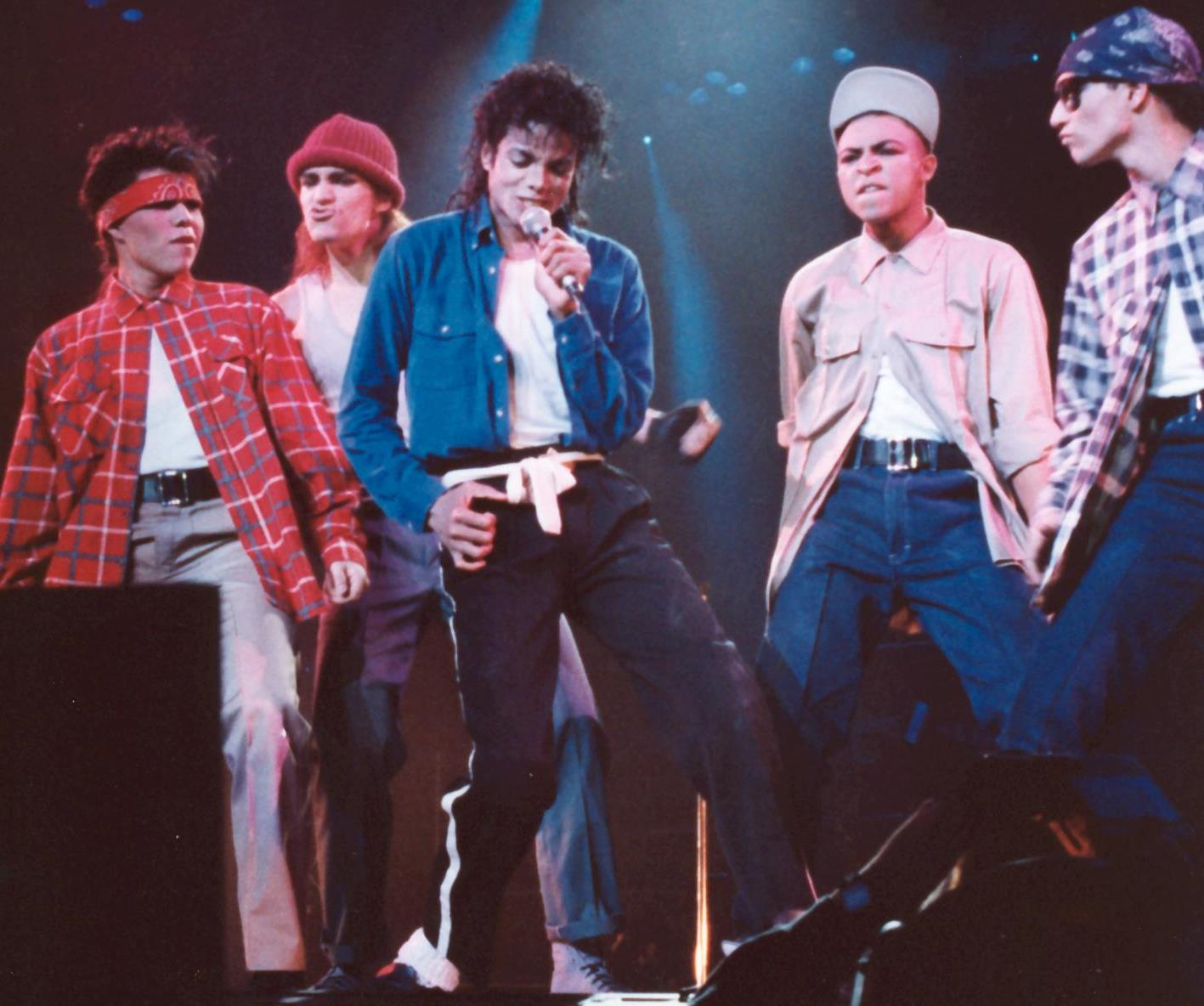
Jackson (1988)

W 1987 wydał album pt. Bad, który ukazał się pod szyldem Epic Records i był ostatnią płytą Jacksona nagraną z Quincym Jonesem jako producentem. Krążek przez pewien czas był drugim najlepiej sprzedającym się albumem wszech czasów. Jackson za namową producenta zaprosił do zaśpiewania razem z nim tytułowego utworu Prince’a, ale ten odmówił, twierdząc, że piosenka będzie hitem zarówno z jego pomocą, jak i bez niej. Bad w swojej zawartości łączył ballady i nastrojowe utwory z mrocznymi i posępnymi piosenkami, a ostatni utwór – „Leave Me Alone” – był odpowiedzią Jacksona na ataki prasy kierowane w jego stronę. Premiera albumu była oczekiwana przez słuchaczy i krytyków, jako że była to pierwsza płyta Jacksona od pięciu lat. Jeszcze przed jego wydaniem złożono zamówienia na dwa miliony egzemplarzy. Bad rozszedł się w ponad 30 mln egzemplarzy na świecie, w tym 17 mln tylko w USA, gdzie uzyskał tytuł ośmiokrotnie platynowej płyty. Mimo sukcesu komercyjnego Jackson uznał wyniki sprzedaży za swoją porażkę, ponieważ jeszcze podczas nagrań materiał na Bad spodziewał się, że sprzeda jeszcze więcej egzemplarzy tej płyty niż Thrillera. Z albumu wydał siedem singli, z czego pięć dotarło na szczyt listy przebojów Billboard Hot 100: „I Just Can’t Stop Loving You”, „Bad”, „The Way You Make Me Feel”, „Man in the Mirror” i „Dirty Diana”, czyniąc z Bad album z największą liczbą piosenek notowanych na pierwszym miejscu na amerykańskiej liście przebojów.
Jackson do produkcji teledysku do piosenki „Bad” zatrudnił reżysera Martina Scorsese. Trwający 18 minut wideoklip kosztował go 2 mln dol., jednak mimo ogromnych kosztów produkcji spotkał się z krytycznym odbiorem w prasie i wśród widzów, a także wywołał wiele kontrowersji, ponieważ ukazywał on głęboką zmianę w wyglądzie Jacksona. Uwagę opinii publicznej zwróciła przede wszystkim dużo jaśniejsza karnacja Jacksona (prasa uznała to za skutek wybielania skóry, a sam artysta w późniejszych latach tłumaczył bielactwem nabytym, czyli chorobą powodującą stopniową depigmentację skóry) i znaczące zmiany spowodowane zabiegami chirurgii plastycznej (media donosiły o operacjach nosa, ust, czoła i podbródka, lecz Jackson zapewnił, że przeszedł jedynie dwie operacje nosa i operację uwydatniającą szczelinę podbródka, a zauważalne zmiany w strukturze jego twarzy to wynik diety i leczenia trądziku, z którym mierzył się w okresie dojrzewania). Jackson w teledysku do „Bad” po raz pierwszy zaprezentował swój nowy gest sceniczny — chwyt za krocze, który później wykonywał również podczas występów na koncertach.

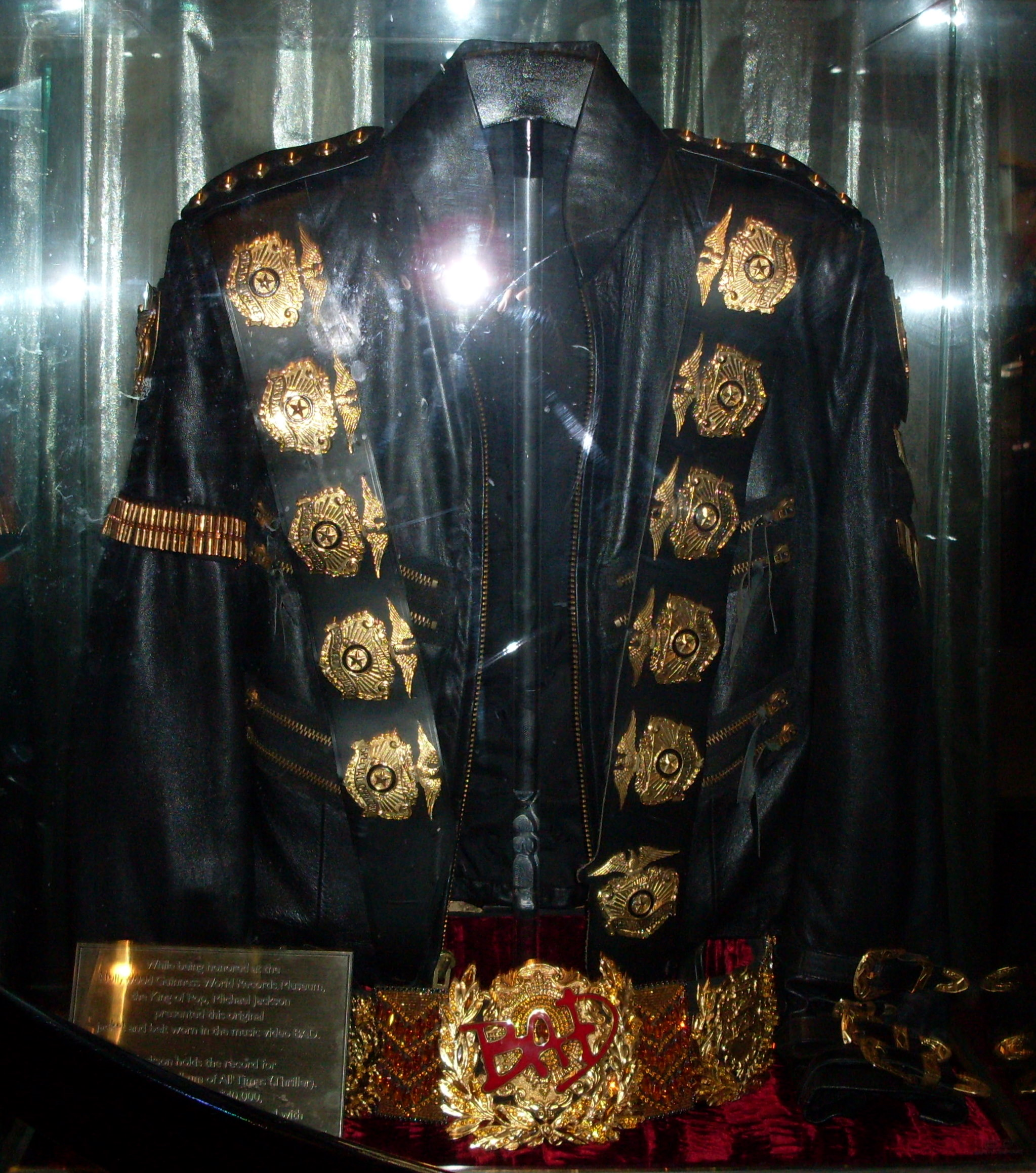
Kurtka, w której Jackson występował podczas Bad World Tour

We wrześniu 1987 ruszył w pierwszą solową trasę koncertową po świecie – Bad World Tour, która trwała 16 miesięcy i obejmowała 123 koncerty dla 4,4 mln widzów na całym świecie. Jednym z warunków dla organizatorów koncertów było, aby Jackson miał zapewniony do celów przemieszczania się pomiędzy hotelami i miejscami koncertów jednocześnie prywatny autobus, samolot i helikopter. Trasa zakończyła się w lipcu 1988 serią koncertów na Wembley Arena i przyniosła 125 mln dol., stając się najbardziej dochodową trasą w historii muzyki, z czego Jackson zarobił 40 mln dol. Osobisty majątek artysty w tym okresie wyceniono na ponad 100 mln dol.
W 1988 wizerunek Jacksona wykorzystano w reklamie Pepsi. Elementem kampanii była zmodyfikowana wersja utworu „Billie Jean”, a także piosenki „Bad” i „I’ll Be There”. Również w 1988 Jackson kupił za 17 mln dol. posiadłość w Neverland Ranch w dolinie Santa Ynez. W marcu tego samego roku wystąpił z utworami „The Way You Make Me Feel” i „Man in the Mirror” na 31. gali wręczenia nagród Grammy, na której był nominowany do zdobycia statuetki za album roku. Poza tym reklamował sportowe buty firmy L.A. Gear i zagrał główną rolę w biograficznym filmie muzycznym Jerry’ego Kramera i Colina Childersa Moonwalker (1988), który został wyprodukowany przez CMV Enterprises za 27 mln dol. Film początkowo był wyświetlany tylko w Japonii, a z powodu fiaska dystrybucyjnego Jackson na początku 1989 zakończył trwającą pięć lat współpracę menedżerską z Frankiem Dileo. W tym okresie przestał pracować również z producentem Quincy Jonesem i prawnikiem Johnem Branką, który jeszcze przed utratą pracy doprowadził do dystrybucji Moonwalkera na kasetach wideo, co zapewniło projektowi sukces.
Osiągnięcia Jacksona w tym okresie kariery spowodowały, że uzyskał przydomek „Króla Popu”, który zaczął być regularnie używany przez fanów i prasę. Jackson twierdził, że pseudonim nadała mu jego przyjaciółka, aktorka Elizabeth Taylor na gali rozdania nagród w 1989, przedstawiając Jacksona jako „prawdziwego króla muzyki pop, rock i soul”. W 1990, uznając wpływ Jacksona na muzykę lat 80., Biały Dom uhonorował artystę nagrodą jako „artystę dekady”, osobiście wręczoną mu przez prezydenta George’a H.W. Busha, który oświadczył: „Chciałbym przywitać tutaj Michaela Jacksona, artystę dekady, który ma kolosalną liczbę zwolenników (...) Chciałbym go tutaj przyprowadzić i oficjalnie powitać go ponownie w Białym Domu”. Okres ten był okresem wielkiej popularności Jacksona, jakiej wcześniej doznali jedynie Elvis Presley, The Beatles i Frank Sinatra. W 1990 redakcja magazynu „Vanity Fair” nazwała Jacksona „najpopularniejszym artystą w historii show biznesu”.

### 1990–1994: OkresDangerous

Jackson (1992)

W listopadzie 1991 wydał album pt. Dangerous, na którego produkcję wydał 10 mln dol. od CBS Records. Płyta rozeszła się w 29 mln egzemplarzy oraz zadebiutowała na pierwszym miejscu na liście Billboard 200 i utrzymała się w pierwszej dziesiątce zestawienia sprzedaży przez kolejny rok. Mimo osiągnięcia sukcesu komercyjnego, za album zebrał mieszane recenzje od krytyków, którzy zwracali uwagę m.in. na kopiowanie przez Jacksona swoich sukcesów z wcześniejszych płyt. Największym hitem z płyty okazał się singiel „Black or White”, który dotarł do pierwszego miejsca na liście Billboardu Hot 100 i utrzymywał się na szczycie notowania przez siedem tygodni. Singlowi towarzyszył kontrowersyjny teledysk, wyemitowany w stacjach telewizyjnych FOX, MTV i BET, zawierający sceny erotyczne oraz przemocy; kontrowersyjne sceny w drugiej połowie 11-minutowej wersji „Black or White” zostały zmienione, aby zapobiec zakazowi emisji video. 14 listopada 1991 teledysk do „Black or White” został wyemitowany jednocześnie w 27 krajach i obejrzało go 500 mln osób, co było największą widownią, jaką kiedykolwiek miała tego typu produkcja.
Otrzymawszy 65 mln dol. zaliczki i 4 mln dol. premii za podpisanie umowy, zawarł lukratywny kontrakt z firmą Sony Music Publishing, która zaoferowała mu m.in. 50% zysków, 25% tantiem od każdego sprzedanego albumu, 1 mln dol. rocznie na prowadzenie własnej wytwórni płytowej, 2,5 mln dol. rocznie na pokrycie kosztów administracyjnych, 10 mln dol. na realizację teledysków, gwarancję 5 mln dol. za angaż do filmu i znaczny udział w zyskach z produkcji. W tym czasie prasa zwracała uwagę na kolejne operacje plastyczne, którym miał poddać się Jackson.
10 lutego 1992 stacja MTV rozpoczęła emisję swojego pierwszego globalnego teleturnieju My Dinner with Michael, którego zwycięzcy mieli okazję uczestniczyć w kolacyjnym przyjęciu organizowanym przez Jacksona na planie teledysku do piosenki „In the Closet”. W tym samym roku na antenie ABC miała miejsce premiera filmu biograficznego The Jacksons: An American Dream o historii powstania zespołu The Jackson 5. 30 września 1992 podczas transmitowanego przez 23 państwa w Europie koncertu w Bukareszcie dla 70-tysięcznej publiczności Jackson przedstawił program założonej przez siebie fundacji „Heal the World”. Od 27 czerwca 1992 do 11 listopada 1993 odbywał trasę koncertową Dangerous World Tour, której sponsorem był koncern Pepsi (firma zapłaciła 15 mln dol. za uzyskanie prawa do sponsorowania trasy). W styczniu 1993 wystąpił na Super Bowl XXVII, który zgromadził największą widownię w historii amerykańskiej telewizji.
Wkrótce na światło dzienne wyszedł fakt, że Jackson zaprasza do Neverland Ranch dzieci, które zostają z nim na noc. Sprawa została poddana dokładnej analizie przez media i opinię publiczną w 1993, kiedy postawiono Jacksonowi pierwsze zarzuty o molestowanie seksualne nieletnich. Jordan Chandler, reprezentowany przez prawnika Larry’ego Feldmana, oskarżył Jacksona o wykorzystanie seksualne, choć wcześniej zaprzeczał, jakoby kiedykolwiek padł ofiarą artysty. Jackson nie przerwał azjatyckiej części swojej trasy koncertowej Dangerous World Tour, ale wskutek stresu wywołanego skandalem zaczął zażywać środki nasenne (tabletki i zastrzyki), od których wkrótce się uzależnił, w związku z czym trafił do ośrodka terapeutycznego na leczenie lekomanii. W publicznym wystąpieniu oświadczył, że jest niewinny. 25 lutego 1994 zawarł pozasądową ugodę ze stroną skarżącą, wypłacając sumę szacowaną na ponad 18–20 mln dol., co uchroniło go od oficjalnego postawienia zarzutów.
W konsekwencji afery firma Pepsi Co. zerwała kontrakt z Jacksonem, a nagrana przez niego piosenka została usunięta ze ścieżki dźwiękowej filmu Rodzina Addamsów 2, poza tym porzucono pracę nad wypuszczeniem linii perfum sygnowanych przez artystę. W grudniu 1993 Jackson udzielił wywiadu Oprze Winfrey, który został wyemitowany w jej programie telewizyjnym Oprah Winfrey Show i został obejrzany przez 36,5 mln telewidzów. W tym samym miesiącu zawarł największą umowę w historii wydawnictw muzycznych, sprzedając za 100 mln dol. wytwórni EMI Music prawo do zarządzania swoim katalogiem piosenek.

### 1994–2000: OkresHIStoryiBlood on the Dance Floor

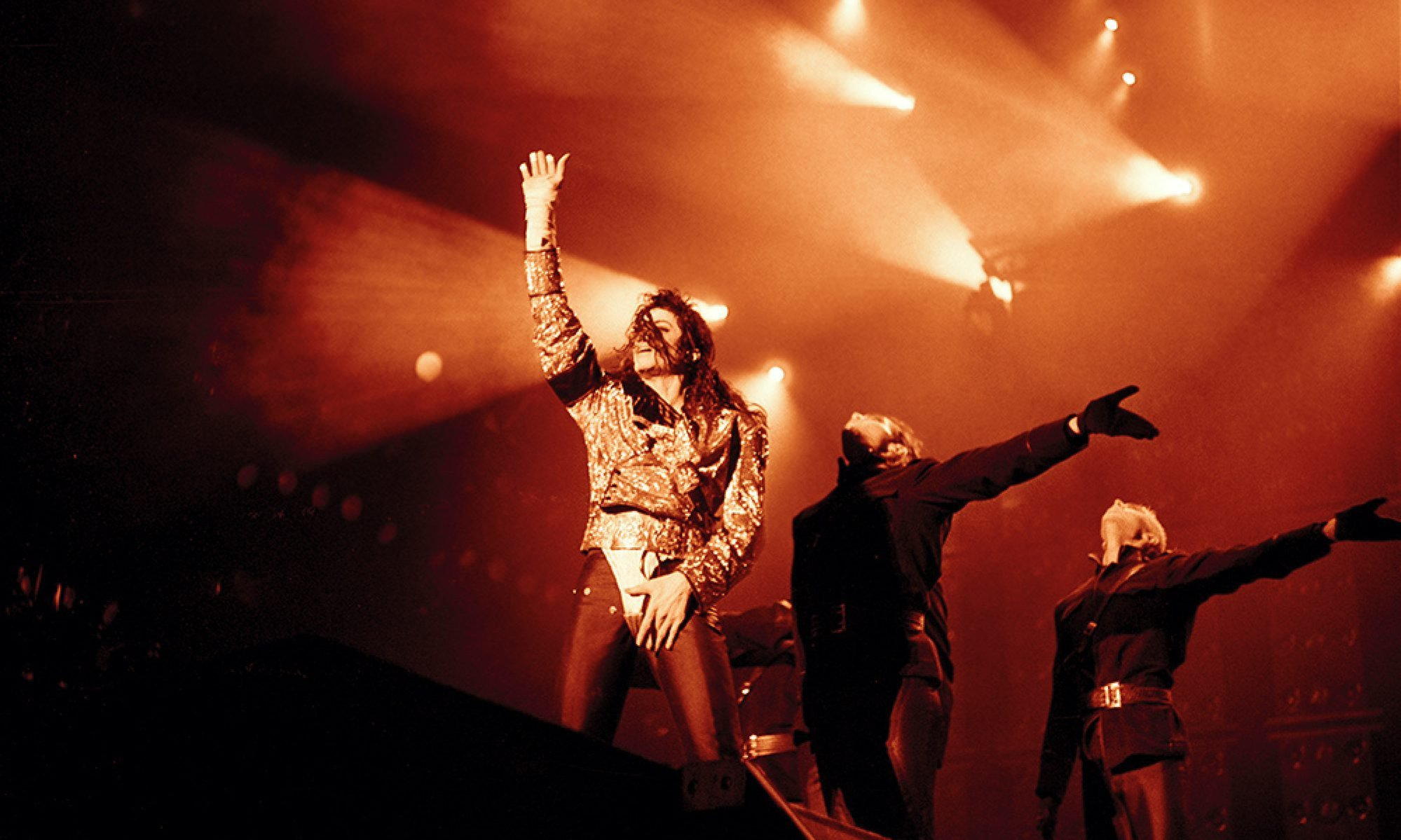
Jackson w Bukareszcie (1992)

W styczniu 1994 razem z pozostałymi członkami swojej rodziny wystąpił w koncercie telewizyjnym Jackson Family Honors zrealizowanym przez stację NBC w Las Vegas z udziałem 12 tys. widzów. Został także okrzyknięty najwybitniejszą osobowością 1993 roku przez redakcję czasopisma „Time”. W ramach zapowiedzi nowego albumu zlecił zbudowanie dziewięciu stalowych, 10-metrowych posągów przedstawiających go w wojskowym stroju, które zostały umieszczone w kilku krajach Europy, m.in. w Niemczech. Następnie opublikował, wyprodukowany za 4 mln dol., wideo-zwiastun płyty, na którym maszeruje na czele żołnierzy węgierskiej armii. W czerwcu 1995 wydał dwupłytowy album pt. HIStory: Past, Present and Future Book I, który rozszedł się zdecydowanie słabszym nakładzie od Dangerous – sprzedano 18 mln egzemplarzy na całym świecie. Pierwsza płyta – HIStory Begins – stanowiła składankę 15 największych hitów Jacksona nagranych w nowej technologii cyfrowej (w 2001 materiał został wydany w postaci jednopłytowej pt. Greatest Hits – HIStory Vol. I), a druga płyta – HIStory Continues – zawierała 15 premierowych piosenek. Jackson na pierwszy singiel promujący album wybrał utwór „Scream”, który nagrał z siostrą, Janet Jackson, i który dotarł do pierwszej piątki na liście Billboard Hot 100. Teledysk do „Scream” pozostaje najdroższą tego typu produkcją na świecie — kosztował twórców aż 7,5 mln dol. Jacksonowie za teledysk do „Scream” odebrali trzy MTV Video Music Awards, m.in. za najlepszą reżyserię artystyczną. Kolejnymi singlami z HIStory były utwory: „You Are Not Alone” (w pierwszym tygodniu od premiery sprzedany w nakładzie 125 tys. egzemplarzy) i „They Don’t Care About Us”, które wywołał kontrowersje w związku z rzekomo antysemickim tekstem, ponieważ zawiera słowa: „Jew me, sue me” (ang. Jew – Żyd, sue – podać kogoś do sądu) oraz „kick me, kiked me” (ang. kick – kopać, kike – okradać, szwidlować, ale jest to także wulgarne określenie wyznawcy judaizmu), które w późniejszych wydaniach usunięto pod wpływem nacisków ze strony środowisk żydowskich.
W międzyczasie, w lipcu 1995, zakończył współpracę z filmową agencją impresaryjną Creative Artists Agency, a swoje prawa aktorskie przeniósł do United Talent Agency. W tym samym roku wystąpił w programie rewiowym Wetten, dass…? w niemieckiej telewizji, a w kolejnych latach jeszcze kilkukrotnie gościł w tym show. W czerwcu 1995 razem z ówczesną narzeczoną, Lisą Marie Presley, udzielił wywiadu Dianie Sawyer do jej talk-show Primetime Live w ABC; rozmowę, wyemitowaną 2 lipca, obejrzało ok. 60 mln widzów. Jackson także w 1995 wyprodukował i wydał pod szyldem swojej wytwórni MJJ Music album studyjny tercetu 3T pt. Brotherhood, na który także nagrał partie wokalne do singli „Why” i „I Need You”. W grudniu 1995 miał wystąpić w specjalnym wydaniu programu One Night Only w HBO, ale w ostatniej chwili odwołał występ z powodu problemów zdrowotnych. Pod koniec roku sprzedał za 100 mln dol. połowę udziału w katalogu AVT firmie Sony, która zagwarantowała mu roczny dochód w wysokości minimum 6,5 mln dol. z tytułu udzielania licencji na piosenki zawarte w katalogu. Wiosną 1996 sfinansował produkcję musicalu Sisterella, który był prezentowany od 17 marca do 21 kwietnia w Pasadena Playhouse Theater w Kalifornii. W czerwcu tego samego roku wytwórnia Brunswick Records wydała album pt. Pre-History: The Lost Steeltown Recordings zawierający materiał, który Jackson nagrał z The Jackson 5 w 1967.
We wrześniu 1996 wyruszył w trasę koncertową HIStory World Tour, a w jej ramach wystąpił jedyny raz w Polsce, grając koncert w Warszawie. Podczas ceremonii rozdania nagród Brit Awards w 1996 odebrał nagrodę specjalną dla artysty pokolenia. W trakcie gali wykonał także utwór „Earth Song” z udziałem dziecięgo chóru. Odtwarzając scenę z teledysku, rozłożył ramiona, przez co swoim wyglądem przypominał Jezusa Chrystusa. W reakcji na występ Jarvis Cocker wszedł na scenę, po czym wypiął pośladki i zszedł ze sceny. Zapytany przez media o ten incydent, Cocker wyjaśnił: „Była to forma protestu przeciwko Michaelowi Jacksonowi, który widzi siebie jako kogoś w rodzaju Chrystusa, z mocą uzdrawiania... Po prostu wbiegłem na scenę i zacząłem się popisywać... Próbowałem tylko zrobić coś, co każdy inny zrobiłby z wielką ochotą, jeśli tylko zdobyłby się na odwagę”. Cockera poparła prasa brytyjska – magazyn „Melody Maker” zaproponował nadanie Cockerowi tytułu szlacheckiego, a Noel Gallagher stwierdził: „Jarvis Cocker to gwiazda i powinien otrzymać order. (…) Powrót do tego kraju przez Michaela Jacksona po tym, co się stało – i myślę, że każdy wie o czym mówię – ubieranie się w białą szatę, uważanie się za Mesjasza – za kogo on się ma? Za mnie?”. Jackson w tym samym roku zaciągnął pożyczkę w wysokości 90 mln dol. w NationsBank.

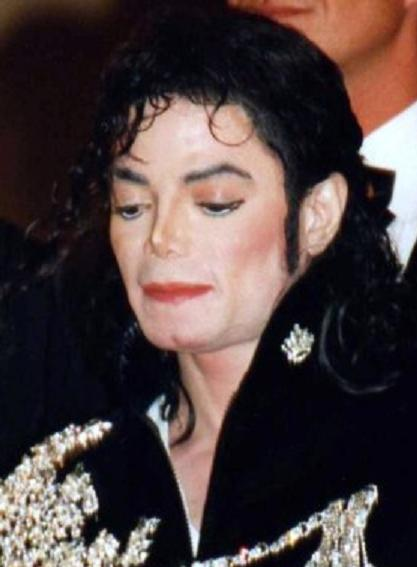
Jackson na 50. Festiwalu Filmowym w Cannes (1997)

W 1997 wydał Blood on the Dance Floor (HIStory in the Mix), album z nowym materiałem i remiksami hitów z HIStory, który wkrótce stał się najlepiej sprzedającym się wydawnictwem z remiksami. Na płycie znalazło się pięć premierowych utworów: „Superfly Sister” i „Morphine” oraz single: „Blood on the Dance Floor”, „Is It Scary”, „Ghosts”. Piosenka tytułowa dotarła do pierwszego miejsca na brytyjskiej UK Singles Chart. Single „Ghosts”, „2Bad” i „Is It Scary” były oparte na krótkometrażowym filmie Stana Winstona Duchy (Ghosts, 1997) według scenariusza Michaela Jacksona i Stephena Kinga. Duchy zawierały wiele efektów specjalnych i choreografii stworzonych do muzyki napisanej przez Jacksona. Produkcją filmu zajęła się firma „Kingdom Entertainment”, którą Jackson rok wcześniej założył w celu budowy i eksploatacji muzyczno-rozrywkowych centrów na świecie; jego wspólnikiem w tym biznesie był arabski książę Al Walid bin Talal bin Abdulaziz Saud. Trwający 39 minut teledysk do piosenki „Ghosts” pozostaje najdłuższym wideoklipem na świecie. Jackson w tym okresie uzależnił się od zakupów, co wkrótce doprowadziło go do kryzysu finansowego i pozywania artysty za kolejne niespłacone należności. By podreperować budżet, Jackson przekazał firmie Sony za 25 mln dol. kontrolny pakiet udziałów w katalogu ATV, a w ciągu kolejnego roku zaciągnął pożyczkę w wysokości 170 mln dol. w Bank of America. W 1998 zawarł ugodę pozasądową z gazetą „Daily Mirror”, która przeprosiła go za to, że określiła jego twarz jako „paskudnie zniekształconą i odrażającą”. Chirurg plastyczny Steven Hoefflin, przypuszczalnie operujący nos Jacksona, odradził mu wykonywanie dalszych operacji.

### 2001–2003: OkresInvincible
W nowym tysiącleciu razem z Markiem Schaffelem założył firmę Neverland Valley Entertainment, w której zajmował się realizacją projektów filmowych. W 2000 zaciągnął kolejną pożyczkę w Bank of America, tym razem na 200 mln dol. W marcu 2001 wygłosił przemowę na zgromadzeniu Oxford Union Society. 7 i 10 września 2001 w Madison Square Garden zagrał rocznicowy koncert Michael Jackson: 30th Anniversary Special z okazji 30 lat solowej kariery scenicznej. Gośćmi muzycznymi wydarzenia byli, m.in.: Britney Spears, Nelly Furtado, Mýa, Usher, Whitney Houston, Billy Gilman, Shaggy, Rayvon, Destiny’s Child, Monica, Deborah Cox, Rah Digga, Tamia, James Ingram, Gloria Estefan, 98 Degrees, Luther Vandross, Liza Minnelli, Lil’ Romeo, Master P, N Sync, The Jackson 5 i Slash, a okolicznościowe mowy wygłosili Marlon Brando i Elizabeth Taylor. Koncert wyemitowano w telewizji 13 listopada 2001.
Po atakach na World Trade Center 11 września 2001 był współorganizatorem koncertu charytatywnego United We Stand: What More Can I Give na RFK Stadium w Waszyngtonie. Podczas widowiska zaśpiewał utwór „What More Can I Give”, którego był autorem i jednym z wykonawców. W nagraniu piosenki wzięli udział również, m.in.: Beyoncé, Ricky Martin, Mariah Carey, Carlos Santana, Céline Dion, Reba McEntire, Usher i Tom Petty. Singiel ukazał się w dwóch wersjach językowych: angielskiej i hiszpańskiej.
W październiku 2001 Jackson wydał album Invincible, który zajął pierwsze miejsce na listach przebojów w trzynastu krajach. Invincible sprzedał się w 13 mln egzemplarzy na całym świecie. Album zebrał przeciętne recenzje i nie powtórzył sukcesu sprzedażowego poprzednich płyt. Singlami promującymi wydawnictwo były: „You Rock My World” (jako jedyny trafił do Top10 amerykańskiej listy przebojów), „Cry” oraz „Butterflies”. Tuż przed premierą Invincible Jackson poinformował prezesa Sony Music Entertainment, Tommy’ego Mottolę, że nie odnowi kontraktu; kontrakt miał wygasnąć w wypadku dostarczenia przez wytwórnię albumów z całkowicie nowym materiałem, przeznaczonych do wydania przez Epic Records/SME. W 2002 wszystkie wydania singli, zdjęcia do teledysków i promocja albumu Invincible zostały odwołane. Jackson odmówił wytwórni wyjazdu na międzynarodową trasę koncertową i udziału w imprezach promujących płytę. Poza tym oskarżył Mottolę o niewspieranie afroamerykańskich artystów oraz nazwał go „diabłem” i „rasistą”, który używa czarnoskórych artystów do własnych celów. Firma Sony zaprzeczyła oskarżeniom, przypominając, że Mottola był mężem Mariah Carey, a ona z kolei, zapytana o oskarżenia przez Larry’ego Kinga w programie Larry King Live, miała do nich obojętny stosunek.
Pod koniec 2002 fundacja Jacksona „Heal the World” zanotowała wartość aktywów netto na poziomie 3542 dolarów, a jej wydatki wyniosły 2585 dolarów (głównie na honoraria za organizację koncertów). Fundacja zawiesiła działalność w Kalifornii w kwietniu 2002, przypuszczalnie w konsekwencji niedostarczenia rocznych sprawozdań, wymaganych dla organizacji zwolnionych z płacenia podatków. Fundacja „Heal the World” dzięki Jacksonowi przekazała na całym świecie miliony dolarów na leczenie dzieci, na skutek zawieszenia znalazła się jednak bez środków na dalszą działalność.
W listopadzie 2002 Jackson odwiedził Berlin, gdzie gościł na gali rozdania nagród Bambi i odebrał nagrodę Millennium dla największej żyjącej ikony muzyki pop. W hotelu Adlon, w którym zameldował się w pokoju na trzecim piętrze, doszło do kolejnego incydentu, który ściągnął na niego krytykę mediów – chcąc spełnić prośbę fanów, którzy głośnym skandowaniem wyrażali dla niego poparcie, przyniósł swojego syna na balkon, zakrywając jego twarz kawałkiem materiału (by chronić jego tożsamość przed mediami), po czym na moment wystawił dziecko za barierkę balkonu, trzymając je prawym ramieniem. Spowodowało to później oskarżenia określające Jacksona jako niebezpiecznego dla dzieci, czemu artysta zaprzeczył, zapewniając, że mocno trzymał syna.

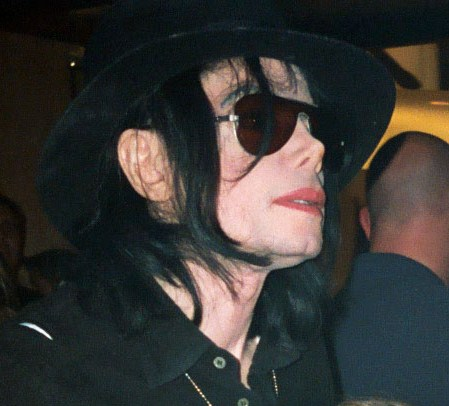
Jackson w Las Vegas (2003)

3 i 6 lutego 2003 w Wielkiej Brytanii i USA został wyemitowany kontrowersyjny film dokumentalny Martina Bashira Living with Michael Jackson (pol. Życie z Michaelem Jacksonem) zawierający wywiady z artystą, który mówił o swoim życiu osobistym. Szczególne kontrowersje wzbudziła część dokumentu ukazująca Jacksona, który trzyma za rękę 13-letniego Gavina Arvizo i przyznaje się do dzielenia z nim sypialni (jednak nie wspólnego łóżka) oraz spania w jednym łóżku z innymi dziećmi, co podsumował słowami: „Dzielić z kimś własne łóżko to najpiękniejszy wyraz miłości”. Jackson poczuł się zdradzony przez Bashira i uznał, że film oddał zniekształcony obraz rzeczywistości, wkrótce zaczął także uskarżać się na bezsenność i ponownie popadł w uzależnienie od środków farmakologicznych.
W odpowiedzi na różne spekulacje mediów wyświetlono później dwa programy specjalne: Michael Jackson Take Two: The Footage You Were Never Meant to See (pol. Michael Jackson, ujęcie drugie: zdjęcia, których nigdy nie mieliście zobaczyć) i Michael Jackson’s Private Home Movies: The King of Pop Close and Personal (pol. Z domowego archiwum Michaela Jacksona. Król popu z bliska i osobiście). Pierwszy z nich, pokazany 23 lutego, przedstawiał prace nad dokumentem Living with Michael Jackson z perspektywy ekipy telewizyjnej zatrudnionej przez artystę, a drugi został wyemitowany w kwietniu jako dwugodzinny program specjalny z komentarzem Jacksona oraz jego rodziny i przyjaciół. Prawa do emisji obu programów wykupiła stacja Fox.

### 2003–2006: Proces, uniewinnienie i następstwa
Również w 2003 pojawiły się informacje że Jackson pracuje nad nowym albumem studyjnym. W marcu wydano radiową edycję piosenki „Escape”, po którym pojawiły się głosy, że jest to pierwszy singiel z nowego albumu Jacksona. Prace nad albumem zostały z nieznanych powodów wstrzymane. 17 listopada 2003 Jackson wraz z Sony Records wydał składankę pt. Number Ones, na której umieścił swoje utwory notowane na pierwszym miejscu list przebojów. Składanka sprzedała się w nakładzie 10 mln egzemplarzy.

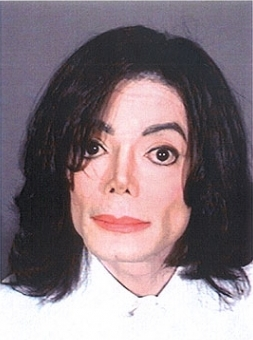
Policyjne zdjęcie Jacksona (2003)

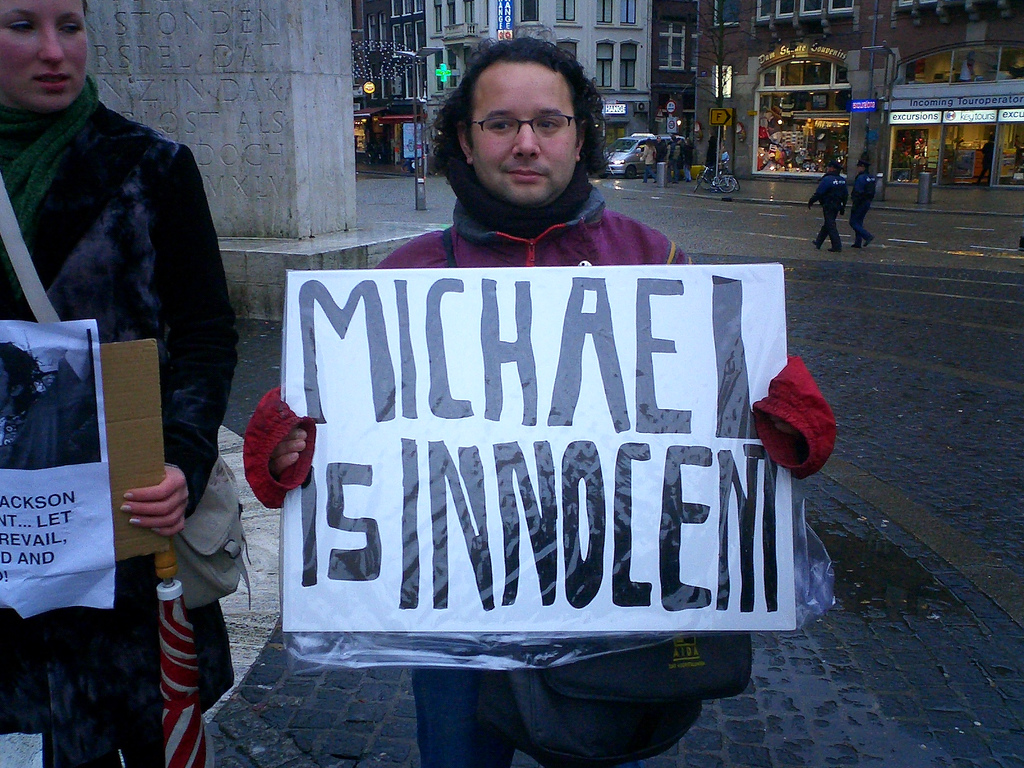
Fani protestujący w Amsterdamie przeciwko uznaniu Jacksona za winnego (2004)

W dniu zaplanowanej premiery albumu, kiedy artysta znajdował się w Las Vegas, zajęty filmowaniem teledysku do „One More Chance” (jedynej nowej piosenki na Number Ones), Departament Szeryfa Santa Barbara przeszukał Neverland Ranch i wydał nakaz aresztowania Jacksona pod zarzutem molestowania dzieci. 18 grudnia 2003 przeciwko Jacksonowi wpłynęły zarzuty z kodeksu karnego – został postawiony przed sądem z dziesięcioma zarzutami w związku z domniemanym wykorzystaniem seksualnym nieletniego Gavina Arvizo. Prokurator okręgowy okręgu Santa Barbara w Kalifornii, Tom Sneddon, podtrzymywał, że zarzuty Jacksonowi o wykorzystywanie seksualne postawiło łącznie sześciu chłopców: Gavin Arvizo, Jordan Chandler, Jason Francia, Wade Robson, Brett Barnes i Macaulay Culkin, przy czym Francia, Robson, Barnes i Culkin później zaprzeczyli, jakoby Jackson kiedykolwiek molestował ich seksualnie. Jackson również zaprzeczył oskarżeniom i zapewnił, że nocowanie dzieci w jego domu było pozbawione jakichkolwiek aktów natury seksualnej. Przyjaciółka Jacksona, Elizabeth Taylor, broniła go w programie Larry King Live, mówiąc, że była u Jacksona i widziała ich „w łóżku oglądających telewizję”, po czym zapewniła, iż „nie było w tym nic nienormalnego” i „nie było żadnego kontaktu fizycznego”. Proces przeciwko Jacksonowi rozpoczął się 31 stycznia 2005 w Santa Maria w Kalifornii i skończył się w 13 czerwca tego samego roku całkowitym uniewinnieniem Jacksona. Był to jeden z największych i najbardziej udokumentowanych przez media procesów w historii. Popularność Jacksona poza granicami USA zapewniła tłumy reporterów pod gmachem sądu, gdzie gromadziło się także wielu fanów Jacksona, którzy po ogłoszeniu wyroku uniewinniającego Jacksona zgotowali mu owację. Sneddon podejmował dwukrotnie działania przeciwko Jacksonowi w związku z jego rzekomym molestowaniem dzieci (działania podjęte w 1993 zakończyły się bez postawienia zarzutów, a w 2003 doprowadziły do procesu), co wywołało spekulacje o osobistych motywach działania Sneddona i pragnieniu zemsty na Jacksonie. Sneddon po przegranym procesie ogłosił swoją dymisję 6 czerwca 2006.
Po uniewinnieniu Jackson przeprowadził się do Bahrajnu, gdzie rzekomo kupił dom członka tamtejszego parlamentu. W lipcu 2005 premierę miał album kompilacyjny pt. The Essential Michael Jackson, który rozszedł się w 6 mln egzemplarzy. W tym samym miesiącu Jackson został pozwany przez Prescient Acquisitions Group o wypłatę 48 mln dol. z ponad 300 mln dol. zaległych długów, które dwa lata wcześniej Bank of America sprzedał funduszowi Fortress Investment Group; FIG w 2006 zawarł porozumienie z firmą Sony i zrefinansował dług Jacksona. Jackson podczas pobytu w Bahrajnie poświęcał czas na komponowanie nowej muzyki, m.in. nowego solowego albumu oraz premierowego wydawnictwa wytwórni 2 Seas Records, na którym miał znaleźć utwór Jacksona wykonany w duecie z Jermaine’em Jacksonem. Oba projekty jednak nigdy nie zostały wydane, jak też zapowiadany utwór „Now That I Found Love” (nagrany przy współudziale Bruce’a Swediena) oraz singiel dobroczynny o roboczym tytule „I Have This Dream”, z którego dochód miał wesprzeć ofiary huraganu Katrina. W nagraniu piosenki wzięli udział wyłącznie czarnoskórzy wykonawcy: Snoop Dogg, R. Kelly, Ciara, Keyshia Cole, The O’Jays, a chęć współpracy wyrazili także James Brown, Jay-Z, Mary J. Blige i Missy Elliott. Strony w końcu zerwały kontrakt, a sponsor pobytu Jacksona w Bahrajmie – szejk Abdullah bin Hamad bin Isa Al Chalifa – w 2007 pozwał artystę za niewywiązanie się z umowy na szereg projektów muzycznych, na których realizacji otrzymał łącznie 7 mln dol.

### 2006–2009:Visionary–This Is It

Jackson z synem w paryskim Disneylandzie (2006)

W lutym 2006 wytwórnia Jacksona wydała Visionary: The Video Singles, box zawierający 20 najpopularniejszych singli Jacksona, które były wypuszczane na rynek sukcesywnie przez pięć kolejnych miesięcy. 27 maja 2006 podczas ceremonii rozdania nagród MTV Japan’s VMA Awards w Tokio Jackson odebrał Legend Award za zasługi dla produkcji teledysków w ostatnich 25 latach, po raz pierwszy występując publiczne od czasu uniewinnienia od zarzutu molestowania nieletniego chłopca niemal rok wcześniej. Zaraz po ceremonii wręczenia nagród pojawił się również na nagraniu programu SMAPxSMAP. W czerwcu 2006 założył firmę The Michael Jackson Company, Inc., za której pomocą trzymał pieczę nad swoimi finansami i wydawaniem kolejnych albumów.
Pod koniec lata 2006 w studiu nagraniowym Grouse Lodge w Westmeath rozpoczął pracę nad nowym materiałem, nad którym współpracowali z nim m.in. will.i.am, Teddy Riley, DJ Whoo Kid, Akon, Chris Brown i 50 Cent. 14 listopada 2006 firma Sony wydała box Visionary w USA. Jackson w tym czasie odwiedził londyńskie biuro Guinness World Records, gdzie odebrał osiem nagród. 15 listopada 2006 na gali rozdania World Music Awards w Earl’s Court w Londynie odebrał Chopard Diamond Award za sprzedaż ponad 100 mln albumów. Wbrew spekulacjom prasy brukowej przed występem Jacksona na tej ceremonii, artysta nie zaśpiewał „Thrillera”, ale wykonał „We Are the World” razem z chórem. Wykonanie zostało surowo przyjęte przez publiczność, która wybuczała Jacksona, a także przez prasę. Według Juliusa Justa, kierownika działu promocji World Music Awards, nagłośnienie podczas wydarzenia zostało wyciszone ze względu na późną porę, co pracownicy Earl’s Court wyjaśnili, że uczyniono to, aby show mógł trwać godzinę dłużej i odbywać się po godz. 11. Zrozpaczony krytyką, Jackson odwołał planowany występ na imprezie bożonarodzeniowej w Tokio, za co został skrytykowany przez japońskie media. 24 grudnia 2006 wrócił do USA i zamieszkał w Las Vegas. Sześć dni później uczestniczył w pogrzebie Jamesa Browna i wygłosił krótką przemowę gloryfikującą artystę. Przemówił również pastor Al Sharpton, bliski przyjaciel Browna, który oświadczył: „Nie interesuje mnie, o czym mówi się dzisiaj w mediach: James Brown chciał, aby Michael Jackson był z nim tego dnia. Powiedział: »Kocham Michaela. Przekażcie mu, aby nie bał się wrócić tam, gdzie jest jego dom. Tych, którzy mają talent, zawsze szykanują, ale powiedzcie mu, że musimy oczyścić muzykę. Chcę, żeby on i ci wszyscy, którzy mnie naśladowali, powrócili i podźwignęli muzykę z powrotem«”.
Pod koniec 2006 w internecie pojawiło się nagranie Prasa „No Friend of Mine (Gangsta)” z partią wokalną, którą nagrał Jackson. 8 marca 2007 artysta przybył do Tokio, gdzie odbył serię płatnych spotkań ze swoimi fanami (pierwsze spotkanie kosztowało 3,5 tys. dol., a drugie – 130 dol., a niepełnosprawne dzieci uczestniczyły w spotkaniu za darmo). Goście mogli spędzić od 30 sekund do minuty z Jacksonem. Jackson spotkał się także z blisko 3 tys. amerykańskich żołnierzy stacjonującymi ze swoimi rodzinami w Camp Zama. Podczas pięciodniowego pobytu w Tokio zarobił ok. 400 tys. dol. W trzecim kwartale 2007 zapowiedział wydanie swojego nowego albumu, a w ramach jego promocjo zaczął planować kolejną trasę koncertową. Rozważał serię występów w Las Vegas, gdzie chciał otworzył „Michael Jackson Hotel and Casino”, jednak ostatecznie porzucił te plany, a zamiast tego ogłosił koncerty w wybranych krajach Europy. W 2007 zarejestrował 12 piosenek, m.in. „Breaking News”, w studiu należącym do wytwórni płytowej Angelikson Music w New Jersey.
W 2008 długi Jacksona wynosiły 331 mln dol., przy czym ponad 300 mln dol. przejął Barclays Bank z siedzibą w Londynie, który zabezpieczył pożyczkę na katalogu Sony/ATV. Bank HBSC i fundusz hedgingowy Painfield Asset Management przekazał artyście 70 mln dol. pod zastaw wytwórni MiJac Music, za której pomocą Jackson kontrolował prawa majątkowe m.in. do swoich piosenek. 11 lutego 2008 premierę miał album pt. Thriller 25 zawierający utwory z Thrillera, remiksy piosenek z tej płyty (wykonane m.in. przez will.i.ama i Akona) i premierowy utwór – „For All Time”. Reedycja płyty w pierwszym tygodniu po premierze rozeszła się w ponad 165 tys. egzemplarzy w USA, gdzie dotarła do pierwszego miejsca na Billboard Hot 100, poza tym cieszyła się wysokimi wynikami sprzedaży w wielu krajach na świecie, m.in. dotarła na szczyt list sprzedaży we Francji i Belgii oraz do czołówki notowań w Australii i większości państw Europy. 1 lipca 2008 w internecie pojawiła się piosenka „Hold My Hand”, którą Jackson nagrał w duecie z Akonem. W tym samym miesiącu artysta podpisał kontakt na współpracę z inwestorem Tohmem R. Tohmem, którego mianował zarządcą swojego majątku i menedżerem.
20 października 2008, w dniu 50. urodzin Jacksona, wytwórnia Sony wydała album kompilacyjny pt. King of Pop zawierający kilkanaście przebojów Jacksona, który trafił na listy przebojów w wielu krajach na świecie. Artysta w tym samym roku kontynuował pracę nad płytą, m.in. zarejestrował ponad 100 piosenek w Studiu X w Las Vegas. W październiku 2008 publicznie potwierdził pracę w studiu nagraniowym i zapowiedział powrót do koncertowania. W tym okresie pracował równocześnie nad dwoma albumami, a na jeden z nich skomponował muzykę klasyczną. Wiosną 2009 osobistym lekarzem Jacksona został Conrad Murray. 5 marca 2009 na konferencji prasowej Jackson ogłosił trasę koncertową This Is It obejmującą 10 występów latem 2009 w O2 Arena w Londynie. Tydzień później ogłosił zwiększenie liczby koncertów do 50, które zagra od 7 lipca 2009 do 6 marca 2010, a olbrzymie zainteresowanie biletami (750 tys. biletów rozeszło się w kilka godzin) spowodowało przedłużenie trasy o kolejne 40 występów. Koncert AEG Live później ogłosił opóźnienie startu trasy i rozpoczęcie jej 13 lipca 2009. Jackson w międzyczasie przerwał współpracę menedżerską z Tohmem R. Tohmem (ale wznowił ją w czerwcu 2009), a na swojego nowego menedżera mianował Franka Dileę. Na potrzeby trasy koncertowej nagrał teledysk pod roboczym tytułem „Dome Project” oraz dwa krótkie filmy w technologii 3D: MJ Air i The Final Message. Wraz ze zbliżającym się terminem rozpoczęcia trasy znów zaczął mierzyć się w bezsennością, dlatego zaczął zażywać środki nasenne i uspokajająco-przeciwlękowe. W okresie poprzedzającym rozpoczęcie trasy kilka razy nie stawił się na próbach. 23 czerwca 2009 odbył próbę do występu w hali widowiskowej Stables Arena.

### Śmierć

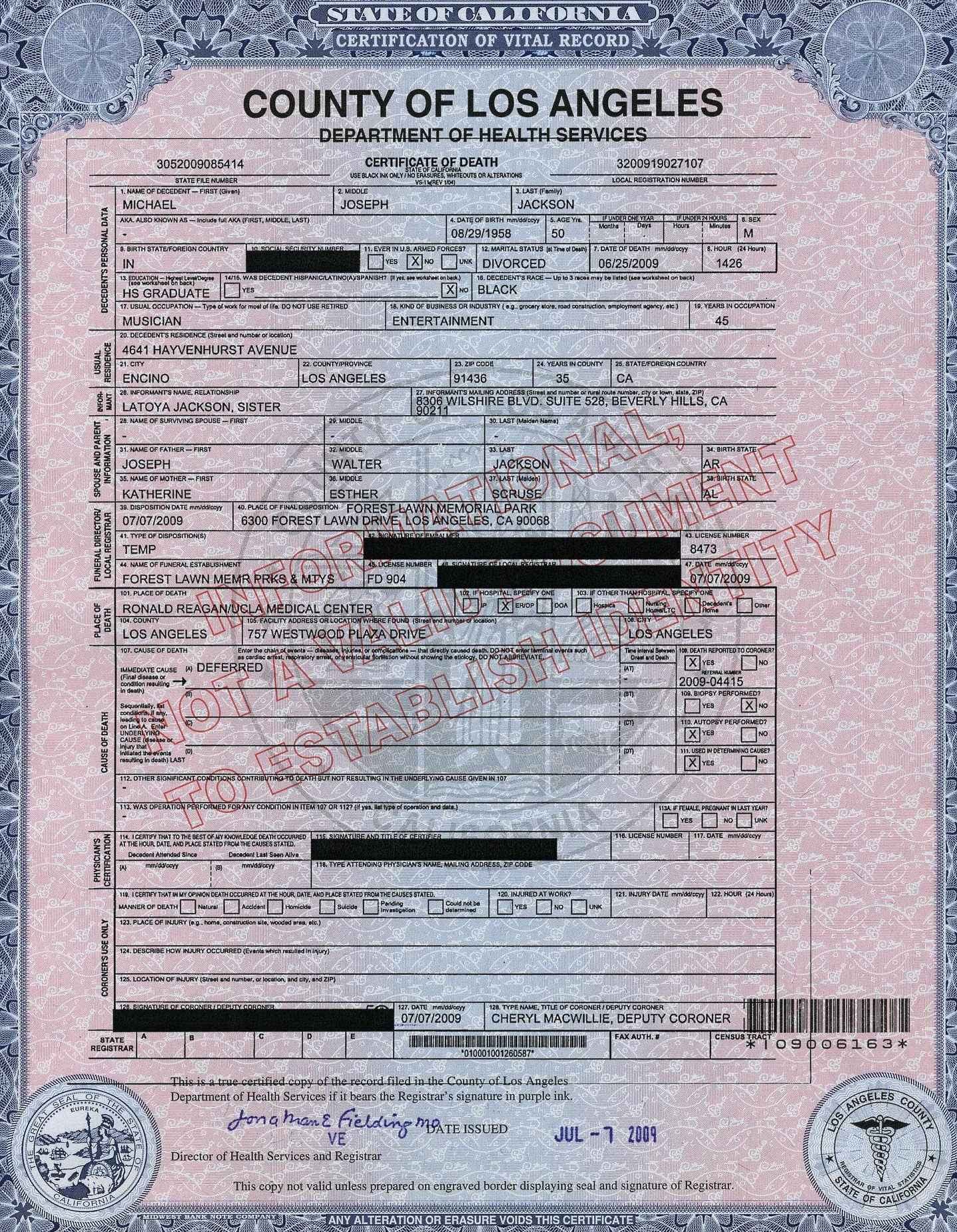
Akt zgonu

25 czerwca 2009 we wczesnych godzinach porannych zażył na sen leki przeciwlękowe: najpierw spożył 10 mg diazepamu w tabletce, następnie przyjął od swojego osobistego lekarza, Conrada Murraya, dożylny wlew 2 ml lorazepamu, a godzinę później – dożylny wlew 2 ml midazolamu (dawki obu leków upublicznił Murray). O godz. 7:30 Murray podał Jacksonowi – skarżącemu się na problemy z zaśnieniem – kolejny dożylny wlew 2 ml midazolamu, natomiast o 10:40 – 25 mg diprivanu, po którego zażyciu zasnął, a niedługo później stracił przytomność. Alberto Alvarez, ochroniarz Jacksona, o godz. 12:21 wezwał pogotowie ratunkowe do najmowanej przez Jacksona rezydencji w Holmby Hills w Los Angeles po tym, jak nie powiodły się próby reanimacji artysty przez Murraya. Ratownicy – Richard Sennett i Martin Blount – przybyli do rezydencji o godz. 12:26 i rozpoczęli resuscytację, a pół godziny później – mimo stwierdzeniu zgonu artysty – podjęli próbę wznowienia akcji serca za pomocą defibrylatora i mechanicznej wentylacji płuc, jak też podali dosercowo adrenalinę. O godz. 13:14 medycy dotarli z ciałem Jacksona do szpitala uniwersyteckiego UCLA Medical Center, w którym artysta miał być resuscytowany przez ponad godzinę. Zgon Jacksona został potwierdzony o godz. 14:26. Jako przyczynę śmierci do wiadomości publicznej podano nagłe zatrzymanie krążenia, a 27 sierpnia 2009 biuro koronera hrabstwa Los Angeles jako przyczynę wskazało przedawkowanie propofolu i benzodiazepin.
Policja z Los Angeles po śmierci Jacksona wszczęła śledztwo w sprawie zgonu artysty. 27 sierpnia 2009 biuro koronera hrabstwa Los Angeles podało, że śmierć Jacksona była wynikiem zabójstwa. Następnego dnia lokalna policja poinformowała o przekazaniu sprawy prokuraturze hrabstwa Los Angeles. 8 lutego 2010 Conrad Murray, prywatny lekarz Jacksona, usłyszał zarzut nieumyślnego spowodowania śmierci artysty i choć nie przyznał się do winy, to w listopadzie 2011 został uznany winnym nieumyślnego zabójstwa gwiazdora poprzez podanie mu propofolu, którego stosowanie w warunkach domowych jest niedozwolone, za co został skazany na cztery lata pozbawienia wolności.

#### Wyniki autopsji
Po stwierdzeniu zgonu Jacksona jego ciało zostało przeniesione do pracowni medycyny sądowej hrabstwa Los Angeles w Lincoln Heights, gdzie 26 czerwca 2009 przeprowadzono sekcję zwłok artysty. Wynik autopsji został opublikowany przez Associated Press 2 października 2009. Koroner Lakshmanan Sathyavagiswaran wskazał: „[Jackson] był w stosunkowo dobrym stanie zdrowia, jak na swój wiek i nie wykryto żadnych narkotyków w jego organizmie”, poza tym ujawnił raport zawierający szczegóły związane ze zdrowiem i wyglądem ciała Jacksona – artysta w chwili śmierci ważył 62 kg (przy wzroście 175 cm); jego serce było mocne bez jakichkolwiek śladów chorób, zaś jego nerki i wiele innych narządów były w normie; miał na ciele kilka drobnych blizn; zaczynał łysieć z przodu głowy ze swoich mocno kręconych włosów, a w miejscu łysiny był zrobiony ciemny tatuaż rozciągający się na czubku głowy od ucha do ucha; widoczny był artretyzm w dolnej części kręgosłupa i na niektórych palcach. Koroner wymienił także depigmentację skóry na całej klatce piersiowej, brzuchu, twarzy i dłoniach Jacksona.

#### Reakcje

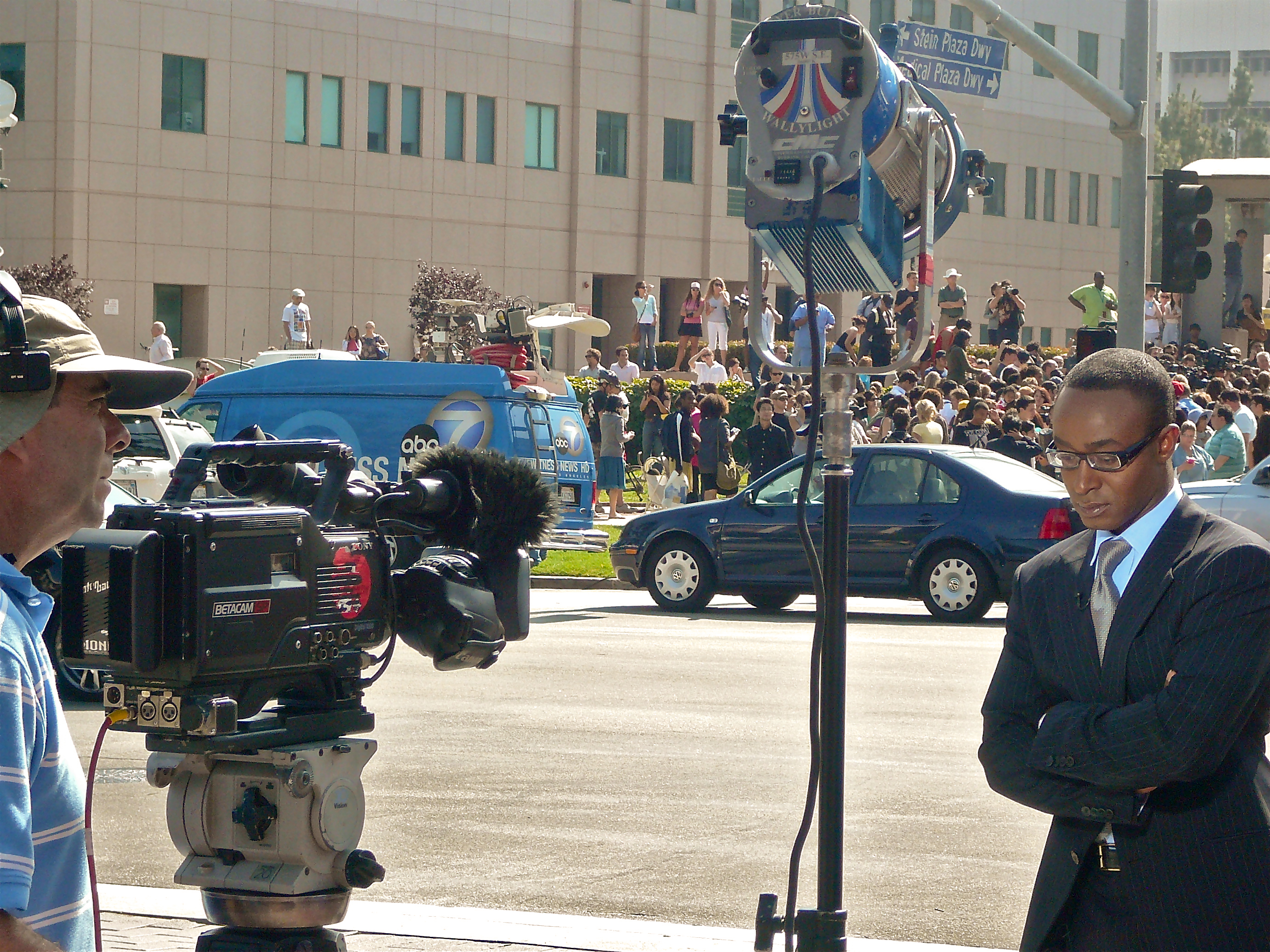
Tłumy i reporterzy przed UCLA Medical Center, 25 czerwca 2009

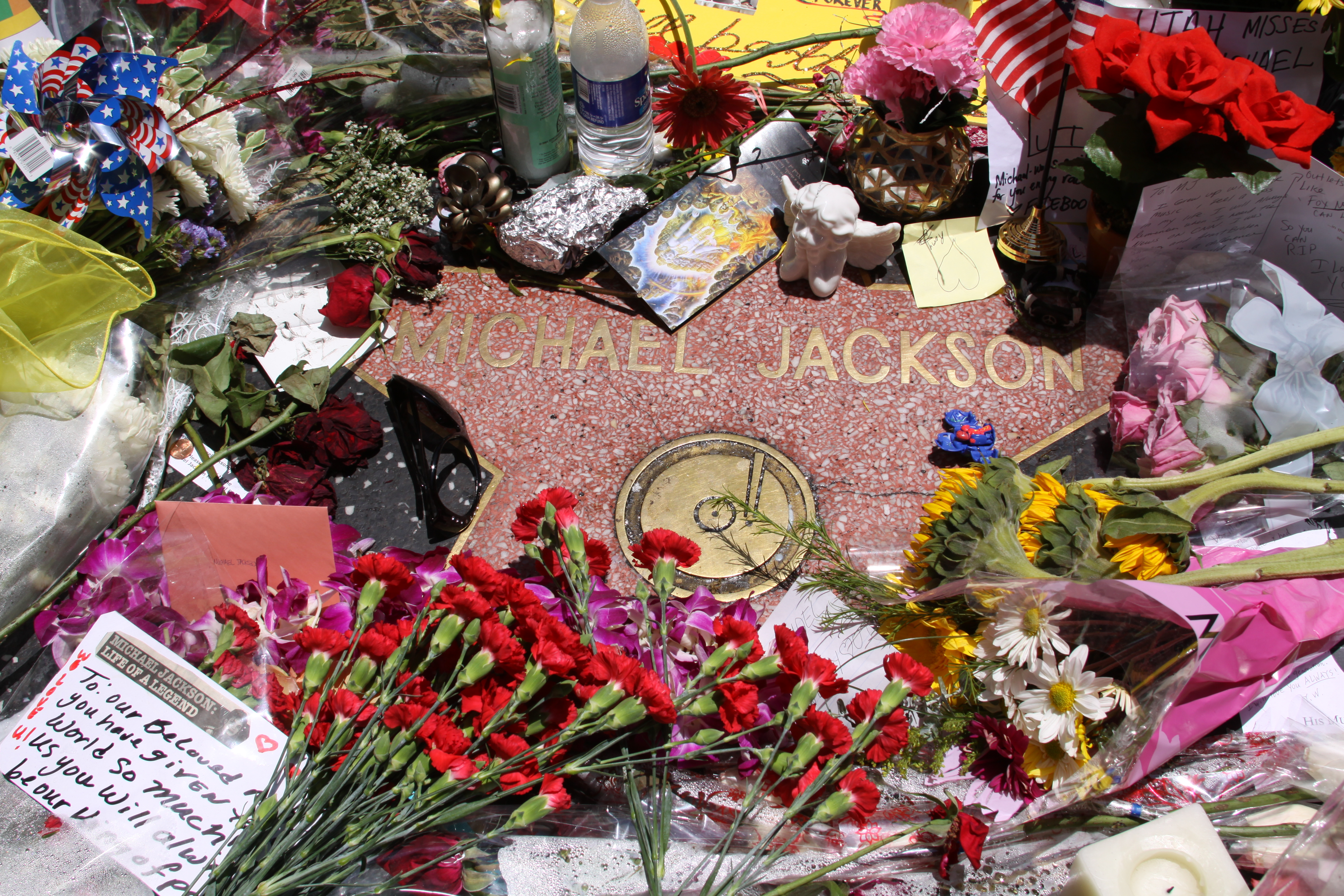
Pokryta kwiatami gwiazda Jacksona na Hollywood Walk of Fame, lipiec 2009

Tuż po upublicznieniu informacji o przewiezieniu Jacksona do UCLA Medical Center po budynkiem szpitala zaczęły gromadzić się tłumy ludzi, w tym fani artysty i przedstawiciele mediów. Wielbiciele artysty tłumnie zgromadzili się także przed bramą rezydencji Jacksonów przy Hayvenhurst Drive. Po śmierci Jacksona tłumy fanów artysty zgromadziły się także w wielu innych miejscach w USA, m.in. pod Apollo Theater w Nowym Jorku, pod dawną siedzibą Motown Records w Detroit, pod muzeum Rock and Roll Hall of Fame w Cleveland, pod Muzeum Grammy w Los Angeles, pod halą widowiskową Staples Center w Los Angeles, pod dawnym domem Jacksonów w Gary i pod posiadłością Neverland Ranch. Fani artysty zgromadzili się także m.in. pod amerykańskimi ambasadami w Moskwie, Tokio, Nairobi, Odessie i Brukseli, jak też na placu przed katedrą Notré-Dame w Paryżu i pod pomnikiem Anioła Niepodległości w Meksyku.
Śmierć Jacksona porównywano do zgonu Elvisa Presleya, który zmarł w 1977 w wieku 42 lat. Lisa Marie Presley wspomniała, że Jackson 14 lat wcześniej wyraził obawy przed „skończeniem jak Elvis”. Żal po śmierci Jacksona wyraziło wielu artystów, m.in. Madonna, Diana Ross, Elizabeth Taylor, Paul McCartney, Mariah Carey, Liza Minnelli, Britney Spears, Justin Timberlake, Tommy Mottola, John Mayer i Miley Cyrus.
W Kongresie Stanów Zjednoczonych, członkowie Izby Reprezentantów Diane Watson i Jesse Jackson Jr. uczcili zmarłego Jacksona minutą ciszy. Prezydent Stanów Zjednoczonych Barack Obama złożył kondolencje rodzinie i fanom Jacksona, podkreślając, że ten był wyjątkowym artystą i ikoną muzyki, mimo pewnych tragicznych i smutnych aspektów jego życia. Jacksona pożegnali też politycy innych krajów, m.in. Nelson Mandela, Kim Dae-jung, Imelda Marcos i Frédéric Mitterrand.
Wieści o śmierci Jacksona szybko rozprzestrzeniły się w Internecie, powodując awarię lub spowolnienie niektórych stron. Operatorzy Google przypuszczali najpierw, że ich wyszukiwarka została zaatakowana przez hakerów i tymczasowo zablokowali dostęp do wyrażenia „Michael Jackson”, które wpisywało miliony użytkowników. Awarii doznała też Wikipedia, Twitter i komunikator internetowy AOL, którego administratorzy nazwali sytuację „doniosłym momentem w historii Internetu”.
Okoliczności śmierci Jacksona stały się tematem wielu teorii spiskowych.
Kilka godzin po śmierci Jacksona jego album Thriller trafił na pierwsze miejsce na liście sprzedaży na iTunes, a płyty artysty znalazły się na 15 pierwszych miejscach zestawienia sprzedaży w sklepie Amazon. W ciągu czterech dni po śmierci Jacksona pobrano internetowo ponad 2,5 mln kopii piosenek artysty. W ciągu kolejnych dwóch tygodni 19 albumów Jacksona znalazło się w pierwszej „20” amerykańskiego oddziału iTunes i 14 płyt trafiło do pierwszej „20” na stronie Amazon.co.uk, poza tym dziewięć albumów weszło do notowań sprzedaży w Argentynie i sześć w Japonii. 34 piosenek Jacksona trafiło na listę przebojów w Australii. Składanka Number Ones dotarła do pierwszego miejsca list sprzedaży w 13 krajach na świecie, a składanka King of Pop trafiła na szczyt notowań sprzedaży w Niemczech i Polsce. 12 pierwszych miejsc na amerykańskiej liście Billboard 200 zajęły płyty Jacksona. Do końca 2009 sprzedano 33 mln egzemplarzy albumów Jacksona na świecie (w tym 8,2 mln tylko w USA), a 21 mln sztuk rozeszło się przez pierwsze osiem tygodni od śmierci artysty.
Po śmierci Jacksona wiele rozgłośni radiowych na świecie przez wiele godzin emitowała wyłącznie piosenki Jacksona. Znacznym wzrostem popularności w Internecie zaczęły cieszyć się także teledyski do utworów Jacksona. Amerykańskie programy telewizyjne World News w ABC, CBS Evening News i Nighly News w NBC przez tydzień od śmierci Jacksona poświęcały artyście ponad jedną trzecią czasu antenowego. Zdjęcia Jacksona pojawiły się na okładkach numerów pamiątkowych wielu amerykańskich czasopism.

#### Testament
1 lipca 2009 ujawniono treść testamentu, który Jackson spisał w 1997, a następnie – po narodzinach trzeciego syna – przepisał w lipcu 2002 i przechowywał w archiwum kancelarii „Ziffren Brittenham” należącej do Johna Branki. Artysta zażyczył sobie, by jego dziećmi zaopiekowała się ich babka, Katherine Jackson, lub – w przypadku takiej niemożności – piosenkarka Diana Ross. Zgodnie z wolą artysty, utworzony został Fundusz Powierniczy Rodziny Michaela Jacksona, z którego 40% majątku gwiazdora miało trafić do jego dzieci (każde z nich miało objąć swój spadek w trzech częściach: po ukończeniu 30, 35 i 40 lat), 40% – do Funduszu Powierniczego Katherine Jackson, a 20% – na rzecz organizacji dobroczynnych (wskazanych przez Johna Brankę i Johna McClaina). Jackson z testamentu wykluczył swoją pierwszą żonę i matkę dwójki najstarszych dzieci, a także rodzeństwo i ojca.

#### Uroczystości żałobne
7 lipca 2009 w Hall of Liberty na cmentarzu Forest Lawn na Hollywood Hills odbyła się prywatna ceremonia żałobna dla rodziny Jacksonów. Trumna z ciałem Jacksona została przewieziona do Staples Center, gdzie odbyła się publiczna ceremonia pożegnalna. W uroczystości uczestniczyło ponad 8,5 tys. osób. Transmisję z ceremonii obejrzało 31,1 mln telewidzów w USA i kolejne kilkadziesiąt tysięcy telewidzów w innych krajach na świecie, a 33 mln internautów śledzili relację dostarczoną przez CNN, Fox News i MSNBC. 3 września 2009 ciało Jacksona, wcześniej przechowywane w przycmentarnej chłodni, zostało złożone do grobu na cmentarzu Forest Lawn w Los Angeles. W uroczystościach pogrzebowych uczestniczyła rodzina Jacksona, a także m.in.: Lisa Marie Presley, Barry Bonds, Macaulay Culkin, Clifton Davis, Berry Gordy, Quincy Jones, Gladys Knight, Mila Kunis, Kenny Ortega, Travis Payne, Elizabeth Taylor i Chris Tucker.

### Po 2009: Upamiętnienie
Po śmierci Jacksona m.in. w Gary, Bukareszcie, Baku i Rio De Janeiro stanęły pomniki upamiętniające artystę. W rodzinnym mieście Jacksona został także zorganizowany koncert ku pamięci artysty.
Dzień po śmierci Jacksona dom aukcyjny Julien’s Auctions wystawił na licytację w Las Vegas 21 pamiątek po artyście, m.in. gablotę reklamową albumu Jacksons 5 z 1973 i podpisany egzemplarz nagrania programu telewizyjnego Goin’ Back to Indiana o braciach Jackson, a zysk ze sprzedaży wyniósł prawie 1 mln dol.
Dzień po śmierci Jacksona firma Sony wydała album pt. This Is It zawierający utwory wykonywane przez Jacksona na próbach do trasy koncertowej oraz premierową piosenkę tytułową, którą Jackson stworzył z Paulem Anką w trakcie sesji nagraniowej do Thrillera. This Is It w ciągu pięciu miesięcy sprzedał się w 1,8 mln kopii. 28 października 2009 premierę miał film dokumentalny Kenny’ego Ortegi Michael Jackson’s This Is It przedstawiający zapis prób do trasy. Dokument w dobę po premierze przyniósł zysk ze sprzedaży biletów w wysokości ok. 20 mln dol., a później – 261 mln dol.
W grudniu 2010 premierę miał pośmiertny album Jacksona pt. Michael zawierający niepublikowany wcześniej materiał, nad w tym m.in. utwory, nad którymi artysta pracował m.in. podczas pobytu w Irlandii w 2006, a także piosenki nagrane przez niego jeszcze w latach 80. – „Behind the Mask” i „Much Too Soon”. Wydawnictwo zajęło trzecie miejsce na amerykańskiej liście sprzedaży Billboard 200 z wynikiem 224 tys. sprzedanych egzemplarzy, a także zadebiutowało na szczycie list sprzedaży w Holandii, Niemczech i Szwecji oraz we Włoszech, poza tym uzyskało certyfikat platynowej płyty w 13 krajach na świecie i złotej płyty w 17 innych państwach. Michael był promowany singlem „Hold My Hand” z 2008, który dotarł do 39. miejsca na amerykańskiej liście Billboard Hot 100.
2 października 2011 w Montrealu premierę miała światowa trasa Cirque du Soleil Michael Jackson the Immortal World Tour.
W 2014 wydany został drugi pośmiertny album Jacksona – Xscape.

## Wpływ na popkulturę

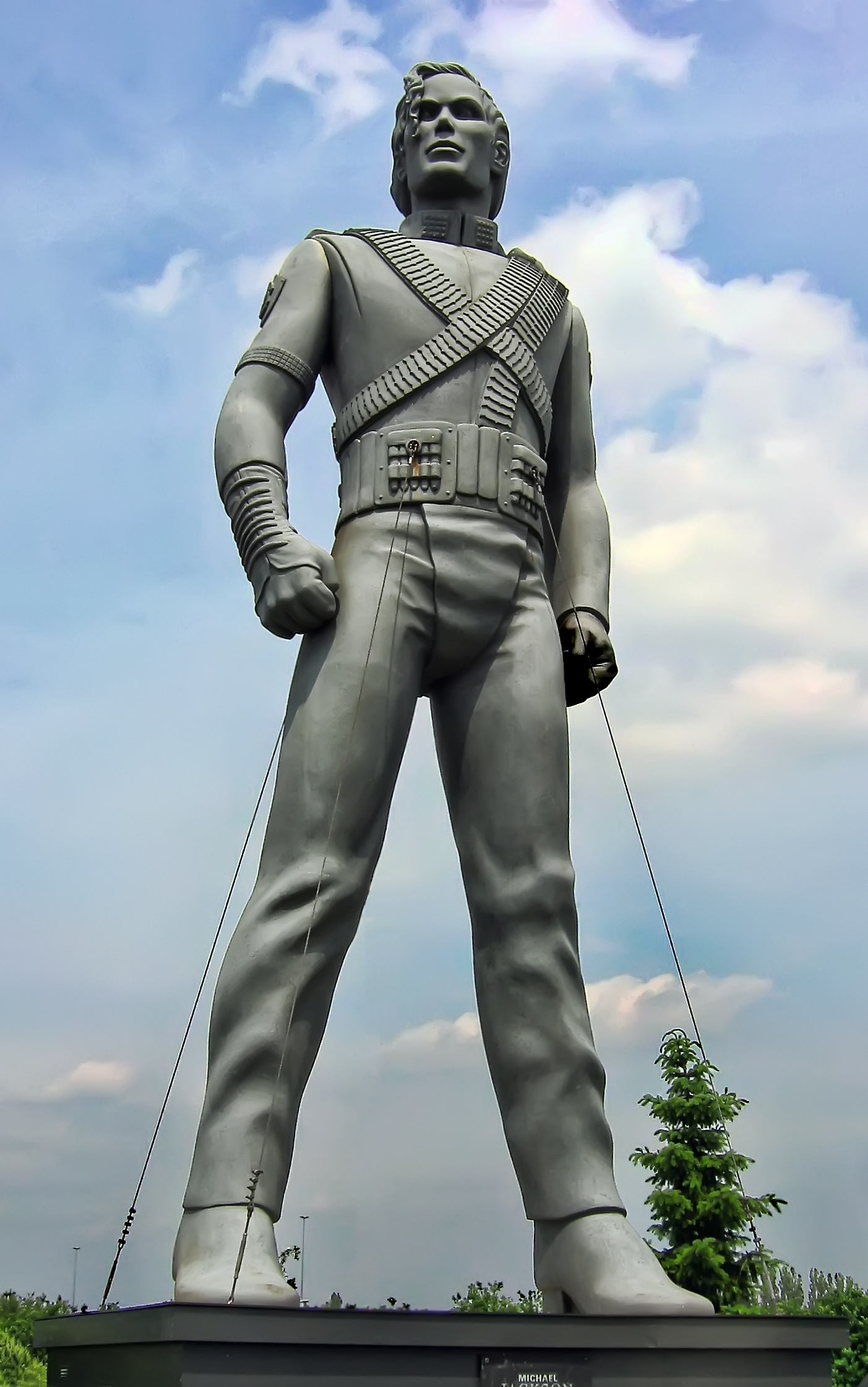
Pomnik Michaela Jacksona w Eindhoven (Holandia) promujący album HIStory

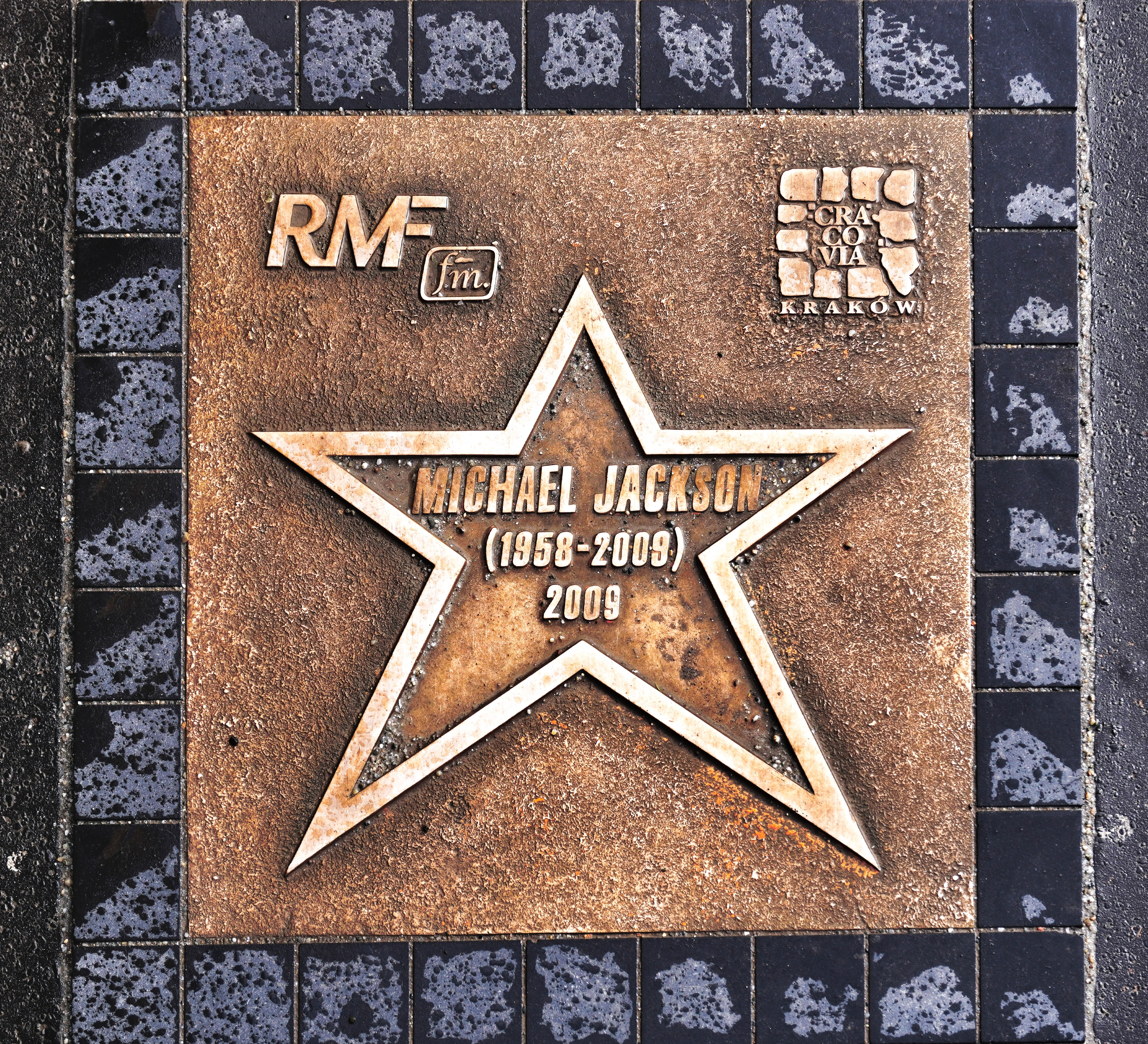
Gwiazda Michaela Jacksona na Alei Gwiazd w Krakowie

Jako największa gwiazda od czasów Elvisa Presleya wywarł wielki wpływ na muzykę i kulturę świata, przełamując wiele barier społecznych i torując drogę nowoczesnej muzyce pop oraz pojęciu nowoczesnej gwiazdy muzyki pop we własnym kraju. Określano go jako „ogromnie ważną postać w historii pop-kultury”, osobę wywierającą „gigantyczny wpływ” i, mimo że pod koniec życia rzadko pojawiał się w mediach, pozostawał jedną z najpopularniejszych gwiazd muzycznych. Może też o tym świadczyć wyprzedanie w ciągu kilku godzin 750 tys. biletów na cykl 50 planowanych koncertów.
Tworzył w wielu stylach muzycznych – wykonywał muzykę rhythm and bluesową, soulową, folkową, gospel, później także funky. Współpracował z innymi gwiazdami sceny muzycznej, pojawiając się na ich płytach i koncertach lub – nagrywając własne albumy – samemu zapraszając gości. Wywarł wpływ na całe pokolenia wykonawców hip-hopu, popu i R&B, takich jak m.in. Mariah Carey, Ushera, Britney Spears, Justina Timberlake’a, Chrisa Browna i wielu innych.

### Teledyski i MTV
Był pierwszym artystą, który podniósł teledysk do rangi sztuki. Jego wideoklipy były kręcone w formie minifilmu (często trwającego ponad 10 minut), w którym muzyce i śpiewowi towarzyszą układy taneczne oraz fabuła, a wszystko przy zadbaniu o odpowiednie oświetlenie, kostiumy czy scenografię. Pojęcie minifilmu zostało zapoczątkowane poprzez teledysk do „Thrillera” (1983), było kontynuowane przy wideoklipach do kolejnych singli, zarówno z płyty Thriller („Beat It” i „Billie Jean”), jak i kolejnych albumów Jacksona (m.in. do piosenek: „Ghosts”, „Bad”, „Smooth Criminal” czy „Remember the Time”).
Teledyski Jacksona były kosztowne, np. nakręcenie i produkcja wideoklipów do „Thrillera”, „Beat It” i „Billie Jean” kosztowały łącznie ok. 750 tys. dol., do „Black or White” – ponad 4 mln dol., a do „Scream” – rekordowe 7,5 mln dol.
Głównym czynnikiem, któremu teledyski Jacksona zawdzięczają swój sukces, była stosunkowo młoda w momencie ich powstawania stacja muzyczna MTV, założona w 1981, która często umieszczała teledyski Jacksona w swojej ramówce przez całe lata 80. Jackson początkowo musiał mierzyć się z odrzucaniem przez MTV jego próśb o emisję jego teledysków, ponieważ stacja w tamtym czasie rzadko transmitowała wideoklipy czarnoskórych artystów. Prezes CBS Records, Walter Yetnikoff, postawił w związku MTV ultimatum: „Puszczam wszystko co mamy, wszystkie nasze produkty. Nie zamierzam dawać wam więcej teledysków. I zamierzam publicznie powiedzieć o fakcie, że nie chcecie grać muzyki czarnego gościa”. Jego twarde stanowisko i retoryka podziałały, a MTV ustąpiła i zaczęła transmitować „Billie Jean”, zapoczątkowując wieloletnią współpracę z Jacksonem. Kiedy 14-minutowy „Thriller” pojawił się w grudniu 1983, MTV nadawała go dwukrotnie w ciągu godziny. Jacksonowi przypisuje się stworzenie wizerunku MTV jako telewizji promującej „pionierskie teledyski, takie jak »Thriller«, »Billie Jean« i »Beat It«”. MTV pod wpływem Jacksona skupiła się na emitowaniu teledysków czarnoskórych wykonawców, a także klipów popowych i R&B-owych, odchodząc coraz bardziej od rocka.

### LegendaThrillera
Thriller z 1982 stał się najbardziej kasowym albumem wszech czasów i jednym z najcieplej przyjętych przez krytykę, czyniąc z niego ikonę popu. Album od lat 80. jest istotną częścią amerykańskiej kultury, jak opisano to w magazynie „Time”: „Te liczby, które są niesamowite, są również niepodważalne. Ilu było Beatlesów? (...) Ile nagród Grammy zdobył Michael Jackson 28 lutego? Ile egzemplarzy Thrillera sprzedano?”. „Billie Jean”, drugi i najlepiej sprzedający się singiel Jacksona, opisany został jako „jedna z najbardziej ekscentrycznych dźwiękowo, psychologicznie przepełnionych, groteskowo szczerych rzeczy, która kiedykolwiek wylądowała w pierwszej czterdziestce w radiu”. Wcześniejsze dokonania Jacksona na Off the Wall zawierały disco-funkowe kombinacje, lecz „Billie Jean” opierała się na „pulsującej, kociej linii basowej, rytmie trzaskającego bicza i niesamowitej wielościeżkowej partii wokalnej, rykoszetującej pomiędzy dźwiękami klawiszy i strun”, zawierała nowe brzmienie, które uczyniło wokal Jacksona podstawowym produktem muzyki pop i ustanowiło post-soulowe brzmienie, „którego echo jest słyszalne po dziś dzień”. Oprócz utworu tytułowego i towarzyszącego mu teledysku, inny pamiętny singiel z Thrillera to „Beat It”, który Jackson opisał jako „typ piosenki rockowej, która jest jednocześnie czymś innym od tego rodzaju muzyki, którą słychać na liście przebojów w radiu”. Piosenka stała się przebojem, wspomagana przez „wymiecione gitarowe solo” w wykonaniu Eddiego Van Halena.
Oprócz nadania Jacksonowi statusu ikony muzyki pop, Thriller zrewolucjonizował przemysł muzyczny. Gil Friesen za pośrednictwem A&M Records oświadczył, że „cały przemysł ma w tym sukcesie jakiś udział”. Thriller w latach swojej świetności był praktycznie osobną gałęzią przemysłu rozrywkowego, a kulisy powstawania teledysku do tytułowego singla zostały przedstawione w filmie dokumentalnym Making of Michael Jackson’s Thriller (1983), który sprzedał się do marca 1984 w nakładzie 350 tys. egzemplarzy. Thriller wywarł wielki wpływ na przemysł muzyczny, który zaczął przywiązywać większe znaczenie do dystrybucji albumów. Po Thrillerze wydawnictwa muzyczne zaczęły naśladować sposób wydawania albumów Jacksona, które ukazywały się co kilka lat. Thriller pomógł wrócić muzyce czarnoskórych wykonawców do komercyjnych stacji radiowych, z których zniknęła ona niemal dekadę wcześniej. Quincy Jones skomentował to dokonanie Jacksona następująco: „Nie ma żadnych wątpliwości, zabrał nas do miejsca, do którego należymy. Czarna muzyka grała drugie skrzypce przez długi czas, lecz jego duch jest napędem popu. Michael ma połączenie z każdą duszą na świecie”.

### Styl i występy
Wśród najbardziej podziwianych aspektów kariery Jacksona znajdują się jego taniec, styl ubierania się i styl śpiewania, które zainspirowały wykonawców na całym świecie. W 1984 magazyn „Time” napisał o stylu Jacksona: „Jego wysoki tenor brzmi, jakby był członkiem jakiegoś chóru chłopięcego, nawet jeśli seksualny dynamizm, napromieniowany łukiem jego tańczącego ciała sprawiają naprawdę atomowe wrażenie. Jego giętkie ciało, przepastne oczy, długie rzęsy mogą być zagrożeniem, gdyby Jackson dał, choćby przez sekundę, znak, że jest osiągalny”. Umiejętności taneczne szlifował poprzez regularny trening przy własnej muzyce lub utworach The Isley Brothers. Lekcji tańca udzielali mu m.in. James Brown i Jackie Wilson, inspirował się także choreografią Boba Fossa. Tancerz Hinton Battle nazwał styl poruszania się Jacksona „ruchami, które zabijają”, po czym dodał: „To połączenie, które naprawdę wyróżnia go jako artystę. Obrót, zatrzymanie się, wymach nogą, zsunięcie kurtki, obrót, stop. I to sunięcie, kiedy idzie do przodu, posuwając się do tyłu. Potrójne obroty i stawanie na palcach. To znak firmowy, ruch, którego wielu profesjonalistów nie powinno nawet próbować. Jeśli ci się nie uda, możesz naprawdę zrobić sobie krzywdę”. Możliwości taneczne Jacksona czasem były porównywane do wielkich postaci przeszłości, jak James Brown, Fred Astaire czy Rudolf Nuriejew.
Wykonanie „Billie Jean” przez Jacksona podczas koncertu Motown 25: Yesterday, Today, Forever z marca 1983 jest często określany jako najlepszy występ w historii. Popis Jacksona zgromadził największą widownię programu muzycznego w historii – ponad 50 mln telewidzów w USA. Jackson występem podczas koncertu zapoczątkował kolejny wzrost swojej popularności, m.in. poprzez zainicjowane przez pierwsze publiczne wykonanie moonwalka, czyli inspirowanego breakdance’em ruchu tanecznego, który wywołuje złudzenie, że tancerz porusza się do przodu, kiedy w rzeczywistości porusza się do tyłu. Moonwalk stał się znakiem firmowym Jacksona, wykonywanym przez niego wielokrotnie podczas wykonań „Billie Jean”, a ruch często kończył stanięciem na czubkach palców stóp. Jackson nie wynalazł tego ruchu, lecz opracował jego własną wersję sceniczną. Wiele osób z różnych pokoleń po obejrzeniu Motown 25 starało się naśladować ruch Jacksona. Artysta w teledysku do „Bad” po raz pierwszy zaprezentował swój kolejny, budzący skrajne reakcje wśród publiczności, gest sceniczny — chwyt za krocze, który później wykonywał podczas koncertów.
Składnikiem wizerunkiem Jacksona stały się także jego stroje, począwszy od srebrno-białej rękawicy wyszywanej strasem przez koszulę wyszywaną srebrnymi cekinami, czarne spodnie ze skróconymi do kostki nogawkami (odsłaniającymi białe, frotowe skarpetki) po kurtkę z czarnymi cekinami. „Kręcone włosy i pojedyncza rękawica, kurtka z zamkiem błyskawicznym” stały się ulubionym strojem wielu Amerykanów w USA w latach 80. Często nosił też bogato zdobione mundury, błyszczące marynarki i biały garnitur wyszadzany srebrnymi perłami.
W okresie kariery z zespołem The Jackson 5 nosił afro. Wraz z rozpoczęciem kariery solowej znacznie skrócił włosy, które czasem związywał na karku, poza tym nosił grzywkę zasłaniającą prawe oko i część twarzy, a także pielęgnował bokobrody okalające mu uszy. W drugiej połowie lat 90. wyprostował włosy, pozostawiając cienkie kosmyki opadające mu na twarz.

## Tematyka tekstów
Michael Jackson w swoich tekstach poruszał różnorodną tematykę, między innymi taką jak:
- dobra zabawa, taniec, korzystanie z życia (głównie album Off the Wall, 1979)
- tabloidy opisujące jego życie osobiste, fotografujący go dziennikarze i paparazzi, zainteresowanie mediów jego życiem osobistym – począwszy od utworu „Leave Me Alone” (Bad, 1987), „Why You Wanna Trip on Me” (Dangerous, 1991); „Scream”, „Tabloid Junkie” (HIStory, 1995); „Privacy” (Invincible 2001)
- miłość w jej różnych aspektach:
  - miłość młodzieńcza: „The Girl Is Mine” (Thriller, 1982)
  - rozstanie: „She’s Out of My Life” (Off the Wall, 1979), „Who Is It” (Dangerous, 1991)
  - miłość fizyczna: „In the Closet” (Dangerous, 1991), „Break of Dawn” (Invincible, 2001), „Superfly Sister” (Blood on the Dance Floor: HIStory In The Mix, 1997)
  - miłość emocjonalna: „Remember the Time” (Dangerous, 1991), „Best of Joy” (Michael, 2010)
- „ciemne” aspekty miłości: „Billie Jean” (Thriller, 1982), „Dirty Diana” (Bad, 1987), „Dangerous” (Dangerous, 1991)
- głód, choroby, dewastacja świata naturalnego, nawoływanie do naprawy świata: „We Are the World” (singel charytatywny, 1985), „Man in the Mirror” (Bad, 1987), „Heal the World” (Dangerous, 1991), „Earth Song”, „They Don’t Care About Us” (HIStory, 1995)
- aborcja: „Song Groove” (Bad 25(inne języki), 2012, nagrana w latach 80.),
- rasizm: „Black or White” (Dangerous, 1991), „They Don’t Care About Us” (HIStory, 1995)
- własne przeżycia: „Childhood” (HIStory, 1995), „Morphine” (Blood on the Dance Floor: HIStory In The Mix, 1997), „Stranger in Moscow” (HIStory, 1995)
- odniesienia do procesów sądowych: „D.S.”, „This Time Around”, „Money” (HIStory, 1995), „Unbreakable” (Invincible, 2001),

## Życie prywatne
W 1977 spotykał się z aktorką Tatum O’Neal. 14 maja 1994 poślubił Lisę Marie Presley, córkę Elvisa Presleya. Presley utrzymywała, że oboje wypełniali swoje obowiązki małżeńskie i byli aktywni seksualnie, lecz mimo to ich małżeństwo rozpadło się po zaledwie dwóch latach – Presley 5 lutego 1996 złożyła w sądzie wniosek rozwodowy. 14 listopada 1996 Jackson poślubił swoją dermatolożkę, Deborah Jeanne Rowe, z którą miał syna, Michaela „Prince’a” Josepha (ur. 1997), i córkę, Paris-Michael Katherine (ur. 1998). Prawdziwość ojcostwa Jacksona w tym związku małżeńskim była przedmiotem debaty publicznej, ale Jackson i Rowe zapewniali, że ich dzieci zostały poczęte w sposób naturalny, choć później ujawniono, że do zapłodnienia obojga dzieci doszło poprzez in vitro; dawcami nasienia, rzekomo na prośbę Jacksona, mieli być m.in. dermatolog Arnold Klein i aktor Mark Lester. Jackson twierdził, że Rowe chciała urodzić mu dzieci jako „prezent”. Jackson i Rowe rozwiedli się w 1999. Zgodnie z umową przedślubną, Jackson po rozwodzie otrzymał wyłączne prawo do opieki nad dziećmi w zamian za wypłacenie Rowe 8 mln dol. i kupienie jej domu w Beverly Hills; w lutym 2006 – po kilku procesach sądowych – Rowe odzyskała prawo do opieki nad dziećmi. 21 lutego 2002 Jacksonowi urodził się drugi syn, Prince „Blankett” Michael, którego urodziła mu matka zastępcza, której tożsamość nie została upubliczniona.
Mimo zawarcia dwóch małżeństw, tematem wielu spekulacji była orientacja seksualna Jacksona. On sam zaprzeczał, jakoby był gejem.
Przyjaźnił się z aktorami dziecięcymi: Emmanuelem Lewisem, Antonem Glanzeliusem, Macaulayem Culkinem, aktorami: Chrisem Tuckerem i Gregorym Peckiem, aktorką i piosenkarką Lizą Minnelli, artystą Andym Warholem, aktorką Elizabeth Taylor i piosenkarzem Freddiem Mercurym.
W 1981 wykupił od ojca posiadłość przy Hayvenhurst Drive, a także zakupił w okolicy osobne mieszkanie. W 1988 kupił za 28 mln dol. farmę z 25-pokojowym domem mieszkalnym – nazwanym przez Jacksona „Neverland Ranch” – w dolinie Santa Ynez na północnych obrzeżach Santa Barbary. Kolejne 55 lub 100 mln dol. wydał na odnowienie i rozbudowanie tej posiadłości. By ocalić „Neverland Ranch” przed wykupieniem (z powodu długów Jacksona), w 2008 zawarł umowę z firmą Colony Capital należącą do inwestora Thomasa Barracka. W kwietniu 2009 dom aukcyjny Julien’s Auctions wylicytował ponad 1,3 tys. pamiątek należących do Jacksona i pochodzących z Neverland Ranch, a utarg ze sprzedaży szacowano na ponad 10 mln dol.

## Dyskografia

### Albumy studyjne
- Got to Be There (1972)
- Ben (1972)
- Music & Me (1973)
- Forever, Michael (1975)
- Off the Wall (1979)
- Thriller (1982)
- Bad (1987)
- Dangerous (1991)
- HIStory (1995)
- Invincible (2001)

#### Albumy remiksowe
- Blood on the Dance Floor (HIStory in the Mix) (1997)
- Immortal (2011)

#### Reedycje
- Thriller 25 (2008)
- Bad 25 (2012)
- Thriller 40 (2022)

#### Albumy pośmiertne
- Michael (2010)
- Xscape (2014)

## Filmografia

### Filmy
- 1978: Czarnoksiężnik z krainy Oz – Strach na Wróble
- 1986: Kapitan EO – Kapitan Eo
- 1987: Bad – Darryl
- 1988: Moonwalker – Michael
- 1990: Rockin’ Through the Decades – on sam
- 1997: Ghosts – Maestro, Mayor, Ghul Mayor, Super Ghoul, Skeleton, Michael
- 2002: Faceci w czerni II – Agent M
- 2004: Miss rozbitków – Agent M.J.
- 2009: Michael Jackson’s This Is It  – on sam
- 2012: Bad 25 – on sam

#### Dubbing
- 1991: Simpsonowie – Leon Kompowsky (gościnnie)[405].

### Telewizja
- The Jackson’s TV Show (1976–1977)[406].
- 2003: Living with Michael Jackson

## Gry komputerowe i rozrywka
Jackson pasjonował się grami elektronicznymi, dlatego swoje Neverland Ranch wyposażył w różne systemy wideogier i automaty do gier arcade. On sam jako postać pojawił się w grach:
- Michael Jackson’s Moonwalker (wydana przez Sega Corporation w 1990), której Jackson był współtwórcą i głównym bohaterem[408][409].
- Space Channel 5 i Space Channel 5 Part 2, w których gracz napotyka na postać „Space Michael”, wzorowaną na artyście, której Jackson użyczył głosu[408][409][410].
- Ready 2 Rumble Boxing: Round 2, w której Jackson jest ukrytym pięściarzem[409].
- Michael Jackson: The Experience (wydana przez Ubisoft w 2010).

Jackson stworzył także część muzyki do gry Sonic the Hedgehog 3, jednakże w związku ze skandalem wokół jego osoby i niezadowolenia muzyka z jakości dźwięku chipu muzycznego konsoli Genesis jego wkład do gry rzekomo został usunięty.
Piosenki Jacksona zostały wykorzystane w grach: Grand Theft Auto: Vice City, Guitar Hero World Tour.
Jackson stał się inspiracją dla twórców gier:
- World of Warcraft –  Nocny Elf po wpisaniu komendy /dance tańczy jak Jackson w teledysku „Billie Jean”[413].
- Guild Wars – po wpisaniu komendy /dance[414]:
  - zabójca (ang. Male Assassin) wykonuje taniec z elementami choreograficznymi z teledysku „Moonwalk”,
  - nekromantka (ang. Female Necromancer) wykonuje taniec Jacksona z teledysku „Thriller”,
  - patron (ang. Male Paragon) tańczy do choreografii z teledysku „Beat It”.
- Plants vs. Zombies – niektóre Zombie wyglądają i tańczą jak Jackson w teledysku do „Thrillera”[409][415].
- Leisure Suit Larry: Box Office Bust (2008) – główny bohater gry nosi czerwony kostium Jacksona z teledysku „Thriller”[409].
- Daytona USA – po wpisaniu odpowiednich inicjałów odtwarzana jest muzyka z filmu Moonwalker[409].
- League of Legends – postać Zombie Brand tańczy jak Jackson w teledysku do „Thrillera”.

W filmie animowanym Final Fantasy: The Spirits Within ukryty jest tzw. easter egg w postaci parodii teledysku „Thriller”, w którym taniec odtwarzany jest przez modele postaci.